# Programa Nuclear da Marinha

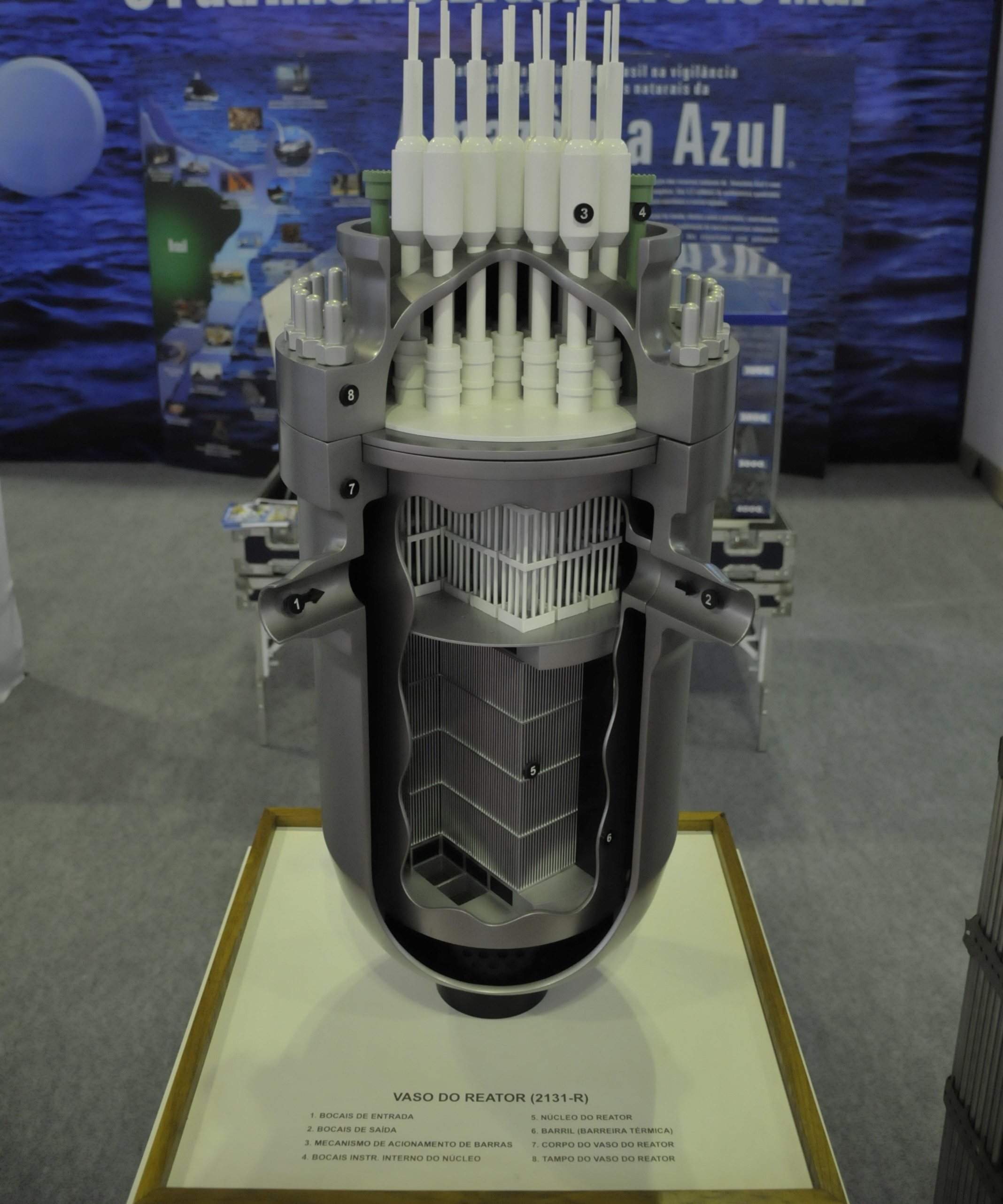
Modelo do futuro reator de água pressurizada do submarino nuclear brasileiro

O Programa Nuclear da Marinha (PNM) é a iniciativa da Marinha do Brasil para dominar o ciclo do combustível nuclear e a propulsão nuclear a ser usada num submarino nuclear brasileiro. O PNM é distinto, mas diretamente necessário ao Programa de Desenvolvimento de Submarinos (ProSub), que construirá o submarino propriamente dito. Ele é executado pelo Centro Tecnológico da Marinha em São Paulo (CTMSP), que opera uma unidade-sede no campus da Universidade de São Paulo e o Centro Industrial Nuclear de Aramar, em Iperó, São Paulo.
Sua fundação foi decidida em 1979, sob o codinome "Programa Chalana". Ele era parte do "Programa Nuclear Paralelo" da ditadura militar brasileira, que estava insatisfeita com a transferência de tecnologia oferecida pelos países desenvolvidos. Instituições civis e as três Forças Armadas tinham projetos, mas só o da Marinha teve sucesso a longo prazo. Sob a liderança inicial do engenheiro naval Othon Luiz Pinheiro da Silva, obtiveram-se ultracentrífugas para enriquecer as primeiras miligramas de urânio em 1982. O projeto foi subsidiado por contas secretas e envolto na espionagem brasileira e estrangeira.
O programa foi mantido e tornado público após a redemocratização, com altos e baixos no apoio recebido do governo federal. Politicamente, ele está associado às pautas de autonomia tecnológica, segurança e projeção internacional. Em 1988 o PNM concluiu um reator de pesquisa e inaugurou o complexo de Aramar, apesar de um intenso movimento antinuclear local. O programa carregava estigmas da ditadura e temores de um acidente nuclear. Nos anos 1990 o governo perdeu seu interesse, o orçamento da Marinha assumiu todas as despesas e o programa caiu nas prioridades e estagnou. A novidade daqueles anos foi um contrato para ceder ultracentrífugas à Fábrica de Combustível Nuclear de Resende, atendendo parte da demanda de combustível das usinas de Angra dos Reis. O uso dual (civil e militar) da tecnologia ajuda a explicar a sobrevivência do PNM.
A criação do ProSub em 2008 trouxe um horizonte concreto para a construção do submarino nuclear, um apoio federal renovado ao PNM e a institucionalização das metas na Estratégia Nacional de Defesa e outros documentos oficiais. O ciclo do combustível nuclear já está dominado e o protótipo em terra da planta nuclear do submarino, denominado Laboratório de Geração de Energia Nucleoelétrica (Labgene), está em obras. Permanece em aberto a questão das salvaguardas internacionais: o Brasil tem capacidade técnica de enriquecer material físsil potencialmente utilizável em armas nucleares, mas ratificou em 1998 o Tratado de Não Proliferação de Armas Nucleares (TNP). Só não houve assinatura ao Protocolo Adicional ao TNP, que daria mais acesso às inspeções internacionais. O governo brasileiro alega a necessidade de proteger informações sensíveis, e ainda não se chegou a um acordo para os futuros estoques de combustível do submarino nuclear.

## Antecedentes

### Energia nuclear no Brasil

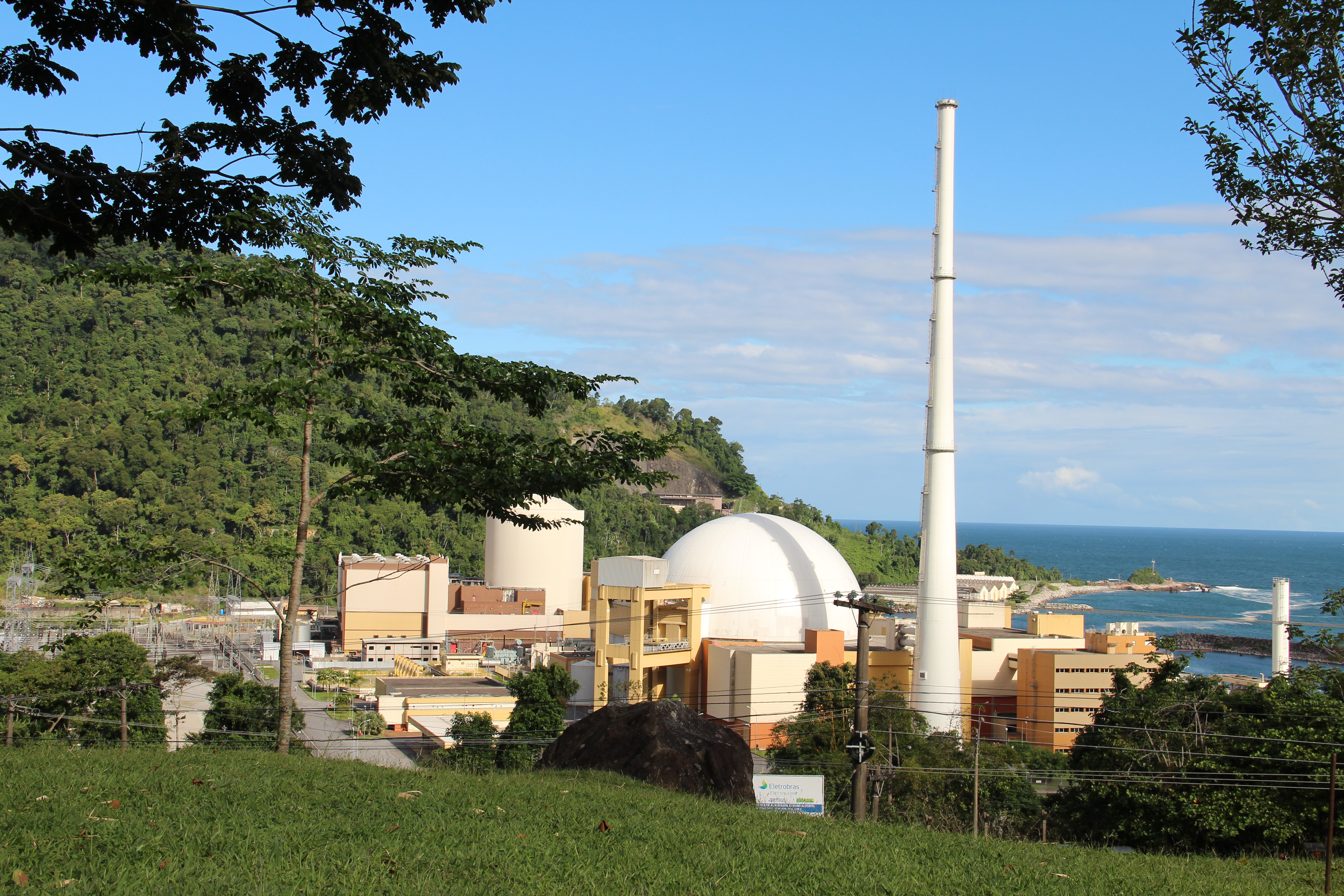
Usinas nucleares de Angra dos Reis

Ao início da era atômica, nos anos 1940, o Brasil despontava entre os principais fornecedores de minérios nucleares aos Estados Unidos. Já naquela época sabia-se de grandes reservas inexploradas de urânio, estimadas, ao início do século XXI, como as sextas maiores do mundo. Desde cedo o governo brasileiro não se contentou em fornecer a matéria-prima e manifestou interesse na tecnologia nuclear em mãos das grandes potências. Havia dois caminhos divergentes para adquirir essa tecnologia: cooperar com os EUA, país dominante nesse campo, ou procurar o desenvolvimento independente. A princípio a linha predominante era da associação aos EUA, ao qual o Brasil se alinhava no contexto da Guerra Fria. O primeiro reator nuclear de pesquisa no Brasil foi construído com tecnologia americana em 1957.
A ditadura militar brasileira recusou-se a assinar o Tratado de Não Proliferação de Armas Nucleares (TNP), criado pelos Estados Unidos, Reino Unido e União Soviética em 1968. Seus representantes na Assembleia Geral das Nações Unidas acusaram as superpotências de usar a segurança internacional como pretexto para negar a tecnologia avançada (nuclear) aos países em desenvolvimento. Ainda assim, em 1970 a empresa americana Westinghouse foi contratada para construir a primeira usina de energia nuclear do país, Angra I, que entraria em operação comercial em 1984. A crise petrolífera de 1973 aumentou o interesse na energia nuclear e em 1975 o governo Geisel assinou com a Alemanha Ocidental um acordo para a construção de mais duas usinas em Angra dos Reis.
O acordo autorizou o Brasil a importar uma planta de centrifugação para enriquecer urânio em escala industrial, mas a participação alemã no grupo Urenco exigia o consentimento do Reino Unido e dos Países Baixos para a transferência da tecnologia de centrífugas. Os Países Baixos vetaram-na, e no Brasil houve suspeita de intervenção americana. A alternativa foi transferir a tecnologia de enriquecimento por jato-centrifugação, que só havia sido demonstrada em escala laboratorial. Uma das usinas nucleares, Angra II, entraria em operação em 2001, mas o método da jato-centrifugação foi um fracasso. Seus contratos seriam dissolvidos em 1988 e o equipamento e maquinário, destruídos em 2001.
O Brasil dependia do urânio enriquecido dos EUA, uma fonte ameaçada pela Lei de Não Proliferação Nuclear aprovada pelo Congresso dos Estados Unidos em 1978. A exportação só seria permitida a países que aceitassem salvaguardas plenas dos materiais nucleares. O Brasil era um dos alvos da legislação; especialistas internacionais em não proliferação temiam que o país, em virtude de suas aspirações a grande potência, governo autoritário, rivalidade com a Argentina e insistência no seu direito a desenvolver explosivos militares para fins pacíficos, pudesse usar o programa de energia nuclear para acobertar um programa de armas, como fizera a Índia.
Sob pressão dos EUA e da Agência Internacional de Energia Atômica (AIEA), o Brasil assinou com esta última um acordo de salvaguardas sobre a estrutura nuclear que receberia da Alemanha. Instalações alheias ao programa ficaram isentas. Internamente, o acordo nuclear Brasil-Alemanha foi criticado por economistas liberais e lobistas da energia hidroelétrica. Uma Comissão Parlamentar de Inquérito (CPI), criada em 1978 para examinar o acordo, foi palco para os "autonomistas" para questionar a jato-centrifugação, a cooperação nuclear passada com os EUA e a marginalização dos cientistas nacionais na condução do programa. A CPI concluiu, ainda assim, que o acordo era necessário para a demanda energética do país. A insatisfação com os resultados obtidos motivaria um programa separado de enriquecimento de urânio, no qual participaria a Marinha.

### Ciência nuclear na Marinha

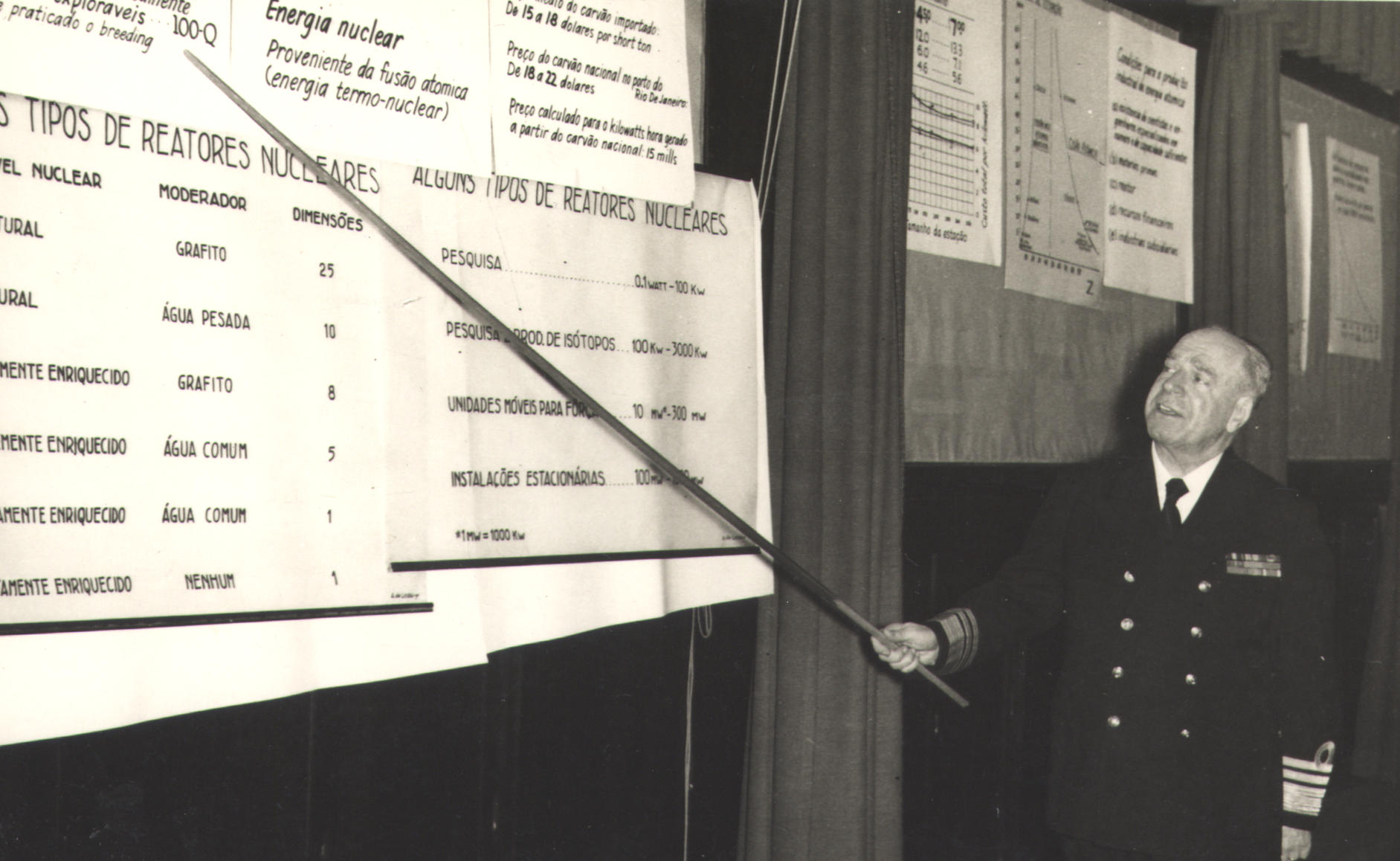
Almirante Álvaro Alberto, presidente do CNPq, em 1951

O programa nuclear brasileiro está desde o início ligado aos militares, assim como em outros setores da ciência e tecnologia, como a aeronáutica, engenharia e telecomunicações. A ideologia comum a todas era a de desenvolvimento através da industrialização, e o método, a aliança das Forças Armadas com tecnocratas. A Marinha em particular tornou-se um dos principais agentes do campo nuclear brasileiro, num elo que se inicia pelo vice-almirante e engenheiro naval Álvaro Alberto da Mota e Silva (1889–1976). Seu nome batiza o complexo de usinas em Angra dos Reis — a Central Nuclear Almirante Álvaro Alberto — e o futuro submarino nuclear, o Álvaro Alberto (SN-10). Álvaro Alberto presidiu as duas primeiras reuniões da Comissão de Energia Atômica das Nações Unidas, nos anos 1940, e na década seguinte o Conselho Nacional de Pesquisa (CNPq), na época a principal agência do setor nuclear brasileiro. Sua visão para o futuro nuclear do Brasil alinhava-se aos setores políticos nacionalistas.

#### Orientação estratégica
A aplicação da energia nuclear à propulsão naval foi considerada desde 1954, quando a Revista Marítima Brasileira publicou uma tradução de um artigo do oficial americano E. B. Roth sobre o programa de submarinos nucleares da Marinha dos Estados Unidos. A primeira embarcação desse tipo no mundo, o USS Nautilus, entraria em serviço no ano seguinte. Na época, a Flotilha de Submarinos brasileira era movida à propulsão convencional, isto é, diesel-elétrica, cujo desempenho é inferior. Os submarinos brasileiros eram unidades americanas sobressalentes da Segunda Guerra Mundial. Sua concepção de uso era enquadrada na defesa coletiva do Hemisfério Ocidental, em papel auxiliar ao da Marinha americana, privilegiando a guerra antissubmarino à custa das tarefas clássicas dos submarinos na negação do uso do mar ao inimigo.
Até que houvesse interesse concreto na propulsão nuclear, nos anos 1970, a Esquadra incorporou submarinos novos, de construção europeia, e ampliou seu leque de missões. A política externa orientou-se mais para o eixo "norte-sul" e menos "leste-oeste", e a política interna interessou-se nos recursos do mar territorial. A nova geração de pensadores estratégicos, como os oficiais Mário César Flores e Armando Vidigal, propunha concentrar-se mais nos interesses nacionais do que nos coletivos. Outra preocupação era escapar da dependência tecnológica externa.
Neste panorama, os submarinos nucleares, por suas características de discrição, autonomia e velocidade, eram opções atraentes para a defesa do litoral. Um documento da Escola Superior de Guerra de 1975 menciona: "dentro ainda do quadro de obtenção de unidades novas, dois projetos em estudo destinados a causar grande impacto, a saber: a construção ou aquisição de um porta-helicópteros e a adoção de propulsão nuclear em unidades navais".

#### Medidas precursoras do PNM
O governo solicitou a opinião da Marinha sobre a propulsão nuclear pela primeira vez em 1976, quando ela foi oferecida nas negociações com os alemães. Não seria necessariamente para um submarino; a proposta era para um navio de pesquisa oceanográfica. Segundo Paulo Nogueira Batista Jr., presidente da Nuclebrás, "o interesse alemão explica-se pelas limitações nesse campo a que está sujeita a RFA [República Federal da Alemanha] em seu próprio território, em consequência dos acordos de Paris de 1954". As conversas, que não surtiram efeito, iam além do que permitia o acordo, pois era vedado qualquer destino militar à colaboração tecnológica. Em 15 de julho de 1976 o ministro da Marinha Geraldo Henning informou ao presidente Geisel que a participação da sua força no programa nuclear deveria, no momento, limitar-se à aquisição de conhecimentos, mas era possível pensar na propulsão nuclear em navios de guerra. Oficiais brasileiros chegaram a inspecionar o cargueiro de propulsão nuclear alemão Otto Hahn [de], mas concluíram que ele seria custoso demais para operar e o submarino tardaria a entrar em serviço.
A tecnologia dos submarinos nucleares britânicos da classe Churchill teria sido oferecida pelo presidente da Vickers-Armstrongs ao almirante Eddy Sampaio Espellet, diretor-geral do Material da Marinha, em 1976. Conforme o relato de Espellet, de volta ao Brasil ele comunicou o fato ao ministro da Marinha e recomendou o envio de um engenheiro naval para o curso de engenharia nuclear do Instituto de Tecnologia de Massachusetts (MIT). A sugestão foi respaldada pelo ministro e o próprio presidente Geisel e o escolhido foi o capitão-tenente Othon Luiz Pinheiro da Silva. Nas décadas seguintes, Othon viria a ser conhecido como o "pai" dos programas de enriquecimento de urânio e do submarino nuclear, a figura mais visível do programa nuclear depois do almirante Álvaro Alberto.

## Criação

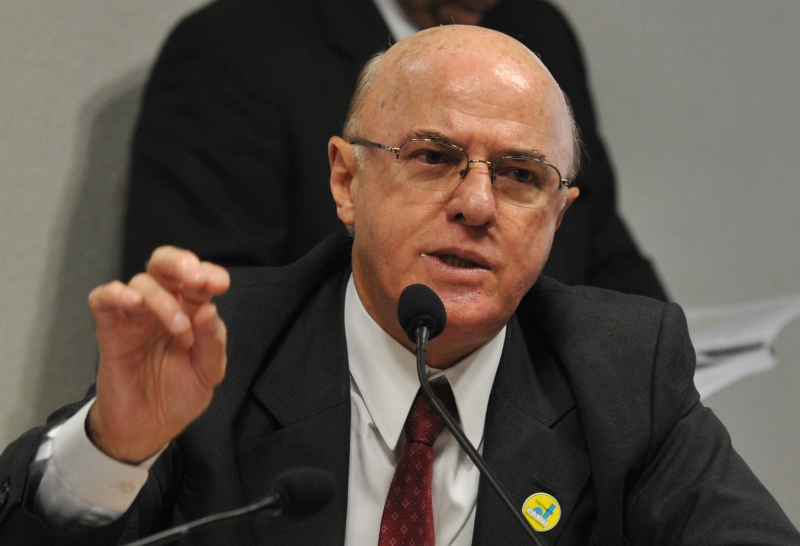
Almirante Othon Luiz Pinheiro da Silva (fotografado em 2011), primeiro diretor do programa

De volta ao Brasil, Othon foi alocado à Diretoria de Engenharia Naval, onde elaborou um relatório sobre as chances de se obter a propulsão nuclear naval no Brasil. Sua proposta era de um esforço exclusivamente nacional para dominar o ciclo do combustível nuclear e em seguida o sistema de propulsão. Na sua memória, a proposta original era apenas para se obter a propulsão nuclear, "mas eu pensei que se a gente vai desenvolver o submarino, a gente aproveita também para desenvolver o combustível para usinas". Para ele, o fracasso do acordo com a Alemanha foi fortuito, pois "ter centrais sem ter o ciclo [do combustível] é o mesmo que ter automóvel sem gasolina". Impressionado com o relatório, seu superior, o almirante Maximiano da Fonseca, o repassou ao Estado-Maior da Armada (EMA), onde ele recebeu um parecer favorável do subchefe de estratégia, o almirante Mário César Flores. O documento chegou ao ministro da Marinha em dezembro de 1978. Na última semana do ano, o almirantado aprovou a decisão de levar adiante o programa do submarino nuclear.
O desejo da Marinha por uma embarcação moderna, que incrementasse suas capacidades estratégicas, foi ao encontro das ambições do governo para o prestígio e desenvolvimento, num momento em que a intervenção governamental na ciência e tecnologia estava no auge. O projeto nuclear naval foi incluído com outras pesquisas, civis e militares, dentro do Programa Autônomo de Tecnologia Nuclear (PATN), mais tarde apelidado "Programa Nuclear Paralelo". O PATN, instituído em 1979, era sigiloso e imune às salvaguardas e inspeções internacionais às quais estava sujeito o programa nuclear "oficial" organizado pelo acordo Brasil-Alemanha. Seus proponentes estavam convencidos de que o desenvolvimento nuclear precisaria estar livre da crítica interna e externa. Ao pressionar a ditadura brasileira quanto aos direitos humanos e à não proliferação, o governo americano de Jimmy Carter ajudou a empurrar o programa brasileiro à clandestinidade.
Dentro do PATN, cada ramo das Forças Armadas tinha seu próprio objetivo: o Exército queria construir um reator a grafita para a produção de plutônio (Projeto Atlântico), e a Força Aérea Brasileira (FAB), enriquecer urânio a laser (Projeto Solimões). A Marinha inicialmente enviou o comandante Othon ao projeto da FAB, em março de 1979, para servir sob o coronel José Albano do Amarante. Depois da morte desse oficial, Othon, concluindo que o enriquecimento a laser "em um universo de vinte anos não teria resultados práticos", recomendou ao EMA, em meados de 1979, que se buscasse o método da ultracentrifugação. Esta seria, então, desenvolvida pela Marinha no Projeto Ciclone. A propulsão naval propriamente dita seria o Projeto Remo. Nas palavras de Maximiano da Fonseca, que chefiou o Ministério da Marinha em 1979–1984, este programa usaria "unicamente esforço nacional, de forma a evitar qualquer impasse com os tratados e acordos assinados". Além dos projetos militares, a Comissão Nacional de Energia Nuclear (CNEN) administrou pesquisas nucleares civis.
Enquanto a Marinha desejava a propulsão naval, o Exército prosseguia pesquisas anteriores, potencialmente úteis para a confecção de explosivos nucleares, e a Aeronáutica desenvolvia explosivos, oficialmente para fins pacíficos. Entre os historiadores brasileiros, não existe consenso de até que ponto houve planos para munir o país de armas nucleares. A evidência documental é de que alguns setores militares eram favoráveis, mas não houve decisão política neste sentido; de qualquer maneira, o armamento nuclear não seria o objetivo da Marinha. Dentre os projetos militares, o da força naval foi o que alcançou os melhores resultados, a ponto de alguns autores tratarem por sinônimos o Programa Nuclear da Marinha e Programa Nuclear Paralelo. Isto pode ser explicado pelo melhor financiamento, a definição clara dos objetivos, a concentração de esforços, a conexão com as necessidades militares da força e a escolha de um método consagrado de enriquecimento de urânio.

## Organização

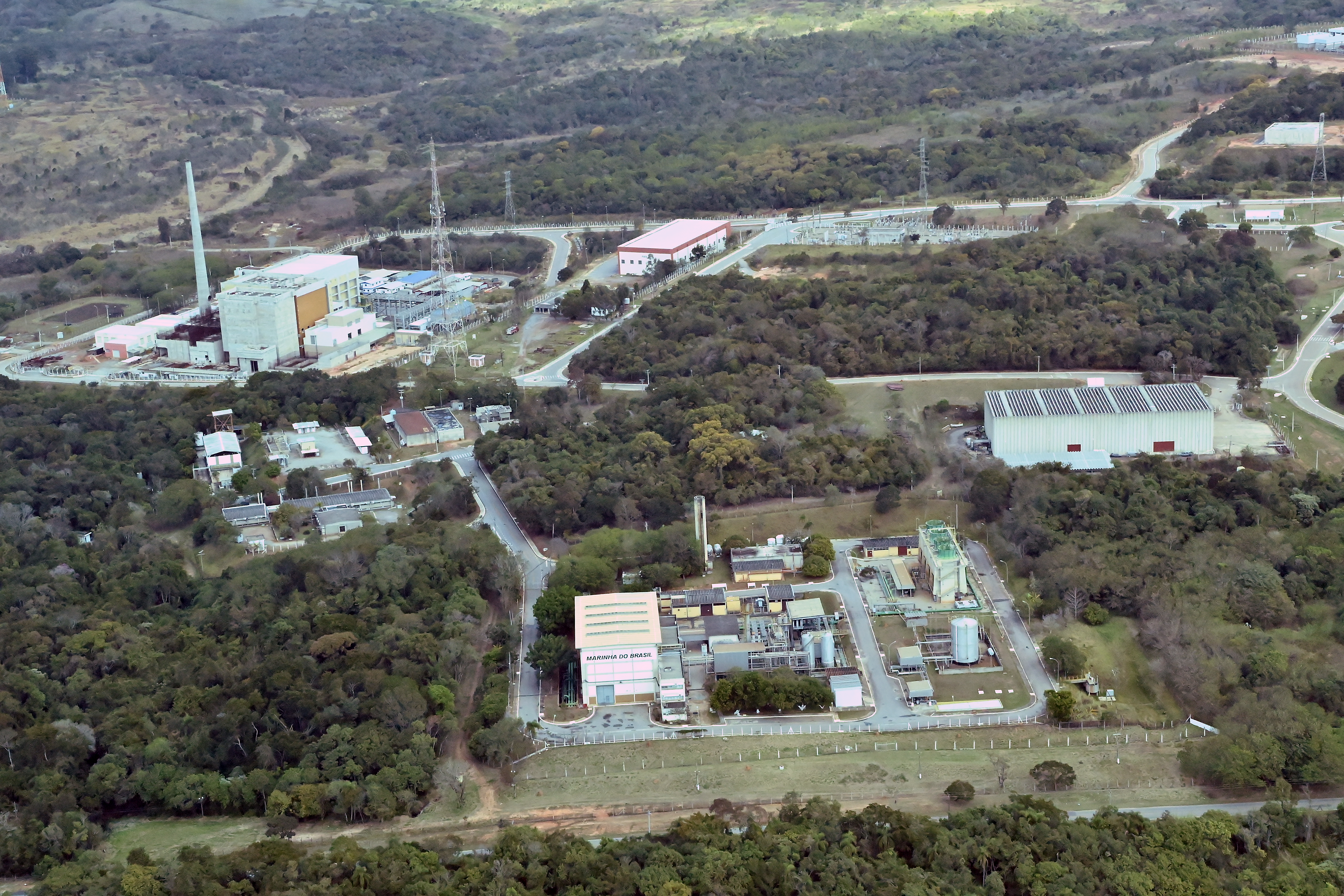
Fotografia aérea do complexo de Aramar

O PATN era vinculado à Presidência da República e supervisionado pelo Conselho de Segurança Nacional (CSN) através de uma Secretaria-Geral. Dele participavam o CNEN e os ministérios da Marinha, Exército e Aeronáutica, aos quais estavam vinculados órgãos civis como o Instituto de Pesquisas Energéticas e Nucleares (IPEN). Os projetos militares eram autônomos, mas compartilhavam informações. Em 1990 o CSN foi dissolvido e o PATN passou à supervisão da Secretaria de Assuntos Estratégicos da Presidência. A Secretaria foi extinta em 1998 e o PATN, unificado ao Programa Nuclear Científico-Técnico do Ministério da Ciência e Tecnologia.
Dentro da Marinha, a princípio não havia um centro de pesquisas para conduzir os projetos nucleares, mas somente um grupo sob a liderança de Othon. A equipe começou com apenas sete engenheiros, um ambiente informal e quase nenhuma verba. O projeto foi instalado no campus da Universidade de São Paulo (USP) e integrou pessoal civil através de um convênio com o IPEN. A Marinha já possuía relações próximas com a comunidade científica e acadêmica paulista e pôde aproveitar o convênio mantido pelo IPEN com o Centro Técnico Aeroespacial (CTA), onde Othon trabalhara no projeto do enriquecimento a laser. Mais um fator importante foi a exclusão do IPEN das restrições internacionais, por não estar subordinado à Nuclebrás.
Em 17 de outubro de 1986 a Marinha criou um departamento para gerenciar o programa nuclear, a Coordenadoria para Projetos Especiais (COPESP), mantendo as instalações na USP. Para que o projeto evoluísse além da escala laboratorial, era preciso um complexo nuclear próprio. Em maio de 1985 foi decidido instalar o futuro reator no sítio Aramar, município de Iperó, nas redondezas de Sorocaba. O local foi escolhido por sua proximidade às universidades de São Paulo e Campinas. O Centro Experimental Aramar (CEA) foi inaugurado em 1988. O almirante Othon deixou o projeto em 1994, por ter completado seu tempo de serviço militar, e foi sucedido por Arlindo Vianna Filho.
Em 1995 a COPESP foi renomeada Centro Tecnológico da Marinha em São Paulo (CTMSP), com os encargos de dominar os processos tecnológico, industrial e operacional das instalações nucleares requeridas para a propulsão naval. Esta organização tem duas unidades, o CTMSP-Sede, que permanece dentro da USP, e o complexo de Aramar. Em 2012 este último compreendia a Unidade Piloto para Fabricação de UF6 (Usexa), o Laboratório de Enriquecimento Isotópico (LEI), a Unidade Piloto de Enriquecimento (Uside), o Laboratório de Mateirais Nucleares (Labmat), o Laboratório de Geração Nucleoelétrica (Labgene), a Armazenagem de Materiais Nucleares (Armar) e a Unidade de Células Quentes Piloto (UCQP). Em apoio ao Labgene, em 2017 havia laboratórios de Testes de Equipamentos da Propulsão (Latep), de Choque, Vibração e Ruído (Labchoque), de Aferição e Calibração (LAC), de Termohidráulica (CTE-150), de Neutrônica (o reator IPEN/MB-01) e de Desenvolvimento de Instrumentação e Combustível Nuclear (LADICON), além de uma Oficina Mecânica de Precisão (Ofmepre) e o Centro de Instrução e Adestramento Nuclear de Aramar (CIANA).

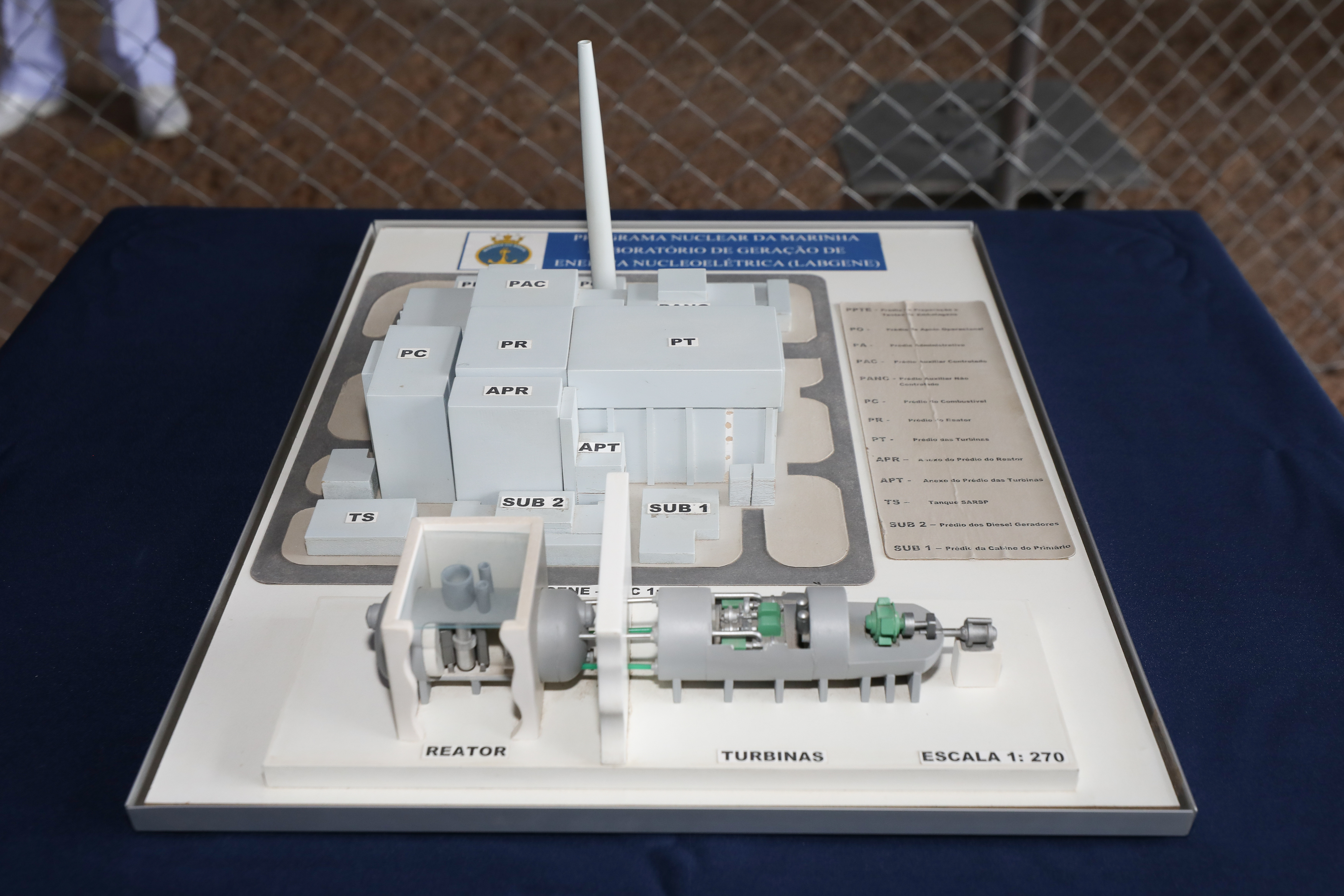
Maquete das instalações do Labgene

Na virada do milênio o Programa Nuclear da Marinha já tinha vida administrativa própria. Ele não é o mesmo programa que o Programa de Desenvolvimento de Submarinos (ProSub), criado em 2008, embora o sucesso do ProSub dependa do PNM. O CTMSP era originalmente subordinada à Diretoria-Geral de Material da Marinha (DGMM). Em 2016 ele foi transferido, juntamente com a coordenaria do projeto do submarino, à Diretoria-Geral de Desenvolvimento Nuclear e Tecnológico da Marinha (DGDNTM). A Amazônia Azul Tecnologias de Defesa, estatal criada em 2012 e vinculada à Marinha e ao Ministério da Defesa, emprega mão de obra de ambos programas (PNM e ProSub). Em 2023 a DGDNTM foi transferida do Rio de Janeiro para o campus da USP em São Paulo.
Até 2008, 16 500 militares e civis participaram em algum momento do projeto, agregando órgãos governamentais, institutos de pesquisa, universidades e empresas privadas. No início dos anos 1980 o grupo de pesquisa na USP chegou a 60 engenheiros e 120 técnicos. O número de funcionários em Iperó chegou a 800 e caiu pela metade nos anos 1990. O quadro de pessoal subiria novamente; em 2018 havia 500 engenheiros e técnicos qualificados na área nuclear e cerca de três mil empregos diretos gerados pelas organizações militares em São Paulo e no Rio de Janeiro.

## Sigilo e abertura

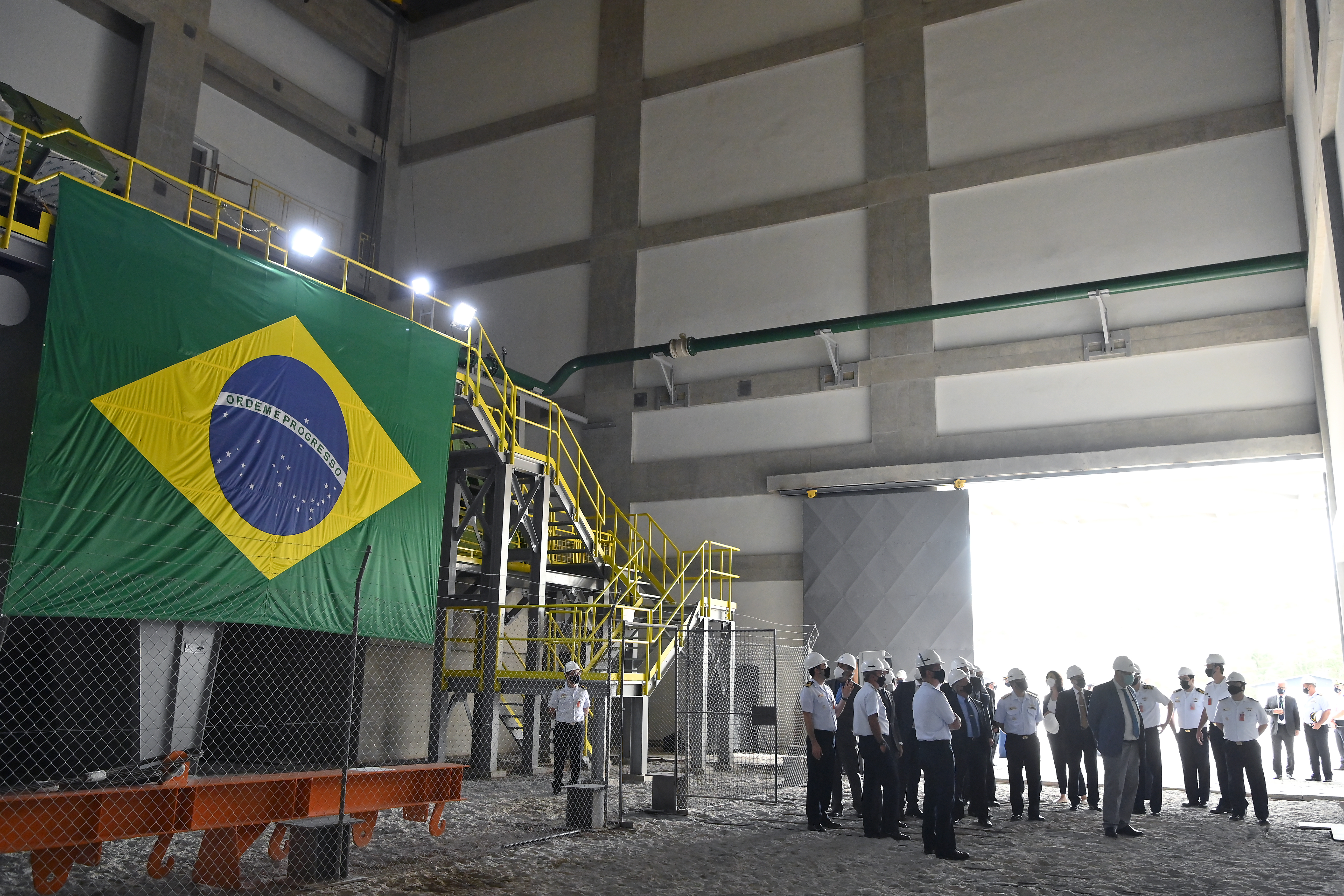
Visita de Rafael Grossi, diretor da AIEA, ao complexo de Aramar em 2021

O segredo de Estado dentro de um regime ditatorial foi a condição de nascimento do Programa Nuclear da Marinha. A discussão estratégica ocorreu a círculos fechados, pois mesmo dentro da instituição, ele tinha administração autárquica e só era revelado aos almirantes de esquadra. O sigilo foi uma realidade no número restrito de engenheiros, na colaboração de empresas (mais de 150 nos primeiros anos), que foram compensadas com pesquisas de seu interesse, e nas finanças – as "contas Delta" com verbas clandestinas do Conselho de Segurança Nacional. O comandante Othon e o diretor da CNEN, Marcos Honaiser, administraram a "Delta Quatro" de 1983 a 1986. Para corrigir a inflação, o presidente Figueiredo autorizou o investimento overnight. Na descrição do jornal Zero Hora, Othon "viveu thriller de espionagem nos bastidores do poder".
Após a vitória da oposição na eleição a governador em São Paulo, em 1982, o controle foi transferido do IPEN para a CNEN, afastando a participação do governo paulista. A mudança súbita foi questionada na Assembleia Legislativa do Estado de São Paulo e o governo deu respostas evasivas, pois o seu verdadeiro receio era de que o projeto fosse tornado público. No período final da ditadura, a Marinha julgou que o sigilo excessivo era prejudicial e fez alguns esclarecimentos. O comandante do 1.° Distrito Naval, com jurisdição sobre São Paulo, defendeu na imprensa o projeto do submarino nuclear em 1983, com a ressalva de que não seria uma meta de curto prazo. Em abril de 1985, diante de novas interpelações na Assembleia paulista sobre as atividades realizadas no IPEN, a administração de Franco Montoro respondeu que "o governo do Estado de São Paulo não tem conhecimento nem apoia o desenvolvimento e construção de um reator para a propulsão nuclear de um submarino".
Desde o início havia rumores da existência do programa nuclear paralelo. A partir da transição do poder aos civis, em 1985, ele veio a público e foi legitimado. Diversos vazamentos, incluindo a descoberta das contas secretas pela jornalista investigativa Tânia Malheiros, trouxeram acusações de corrupção e forçaram o governo a admitir a existência do programa paralelo em 1986. Um inquérito foi aberto para apurar irregularidades nas contas secretas, e dois anos depois, foi arquivado a pedido do procurador-geral da República Sepúlveda Pertence.
Até 1994 a Central Intelligence Agency (CIA) americana manteve um agente de informações do consulado americano em São Paulo, Ray H. Allard, num apartamento vizinho ao do almirante Othon. Havia, segundo ele, outros agentes da CIA investigando o programa, e Allard apenas desviava as atenções das autoridades brasileiras.

### Descoberta da função de Aramar
As obras em Aramar começaram sob a fachada de que as instalações seriam uma fábrica de equipamentos mecânicos. Oficiais vestiam-se à paisana e prefeitos foram assegurados de que não haveria material radioativo no local. Ao contrário do que esperava a Marinha e apesar da região ser rural, a construção chamou atenção. A grande movimentação de militares não poderia ser escondida e a imprensa e a população de Iperó buscaram informações. Técnicos do setor de energia nuclear informaram extraoficialmente que o complexo era ligado à construção de submarinos nucleares. Em agosto de 1986, o ministro da Marinha Henrique Saboia confirmou que sua instituição pesquisava reatores nucleares a ser instalados num submarino e observadores ligaram o anúncio ao que viam em Iperó. No mesmo mês o capitão de corveta Valdo Gomes, um dos responsáveis pelas obras de Aramar, afirmou não ter nenhuma informação sobre o trabalho com reatores no local.
Osvaldo Noce, vereador de Sorocaba pelo Partido dos Trabalhadores (PT), pediu esclarecimentos à Marinha. Em setembro de 1986, oficiais explicaram a prefeitos e vereadores locais que "o projeto Aramar será um centro de testes de propulsão, inclusive para submarino nuclear", sem confirmar se haveria enriquecimento de urânio. Eles pediram sigilo para a informação, mas os políticos imediatamente divulgaram-na à imprensa nacional. Em outubro de de 1986 já se podia publicar que "há declaradamente o projeto de um submarino nuclear dentro do chamado Programa Nuclear Paralelo". Na mesma época, uma delegação argentina visitou os laboratórios de enriquecimento.
Em agosto de 1987 o comandante Othon respondeu a um ofício do prefeito e da Câmara de Vereadores de Sorocaba solicitando informações a respeito de Aramar. Ele mencionou a pesquisa em propulsão nuclear, mas omitiu o enriquecimento de urânio. Em outubro de 1987, para aplacar movimentos locais contra a construção, a Marinha convidou o prefeito de Sorocaba e o reitor da USP José Goldemberg para visitar o complexo. A cobertura na imprensa local era constante, detalhada e negativa.

### Abertura deliberada

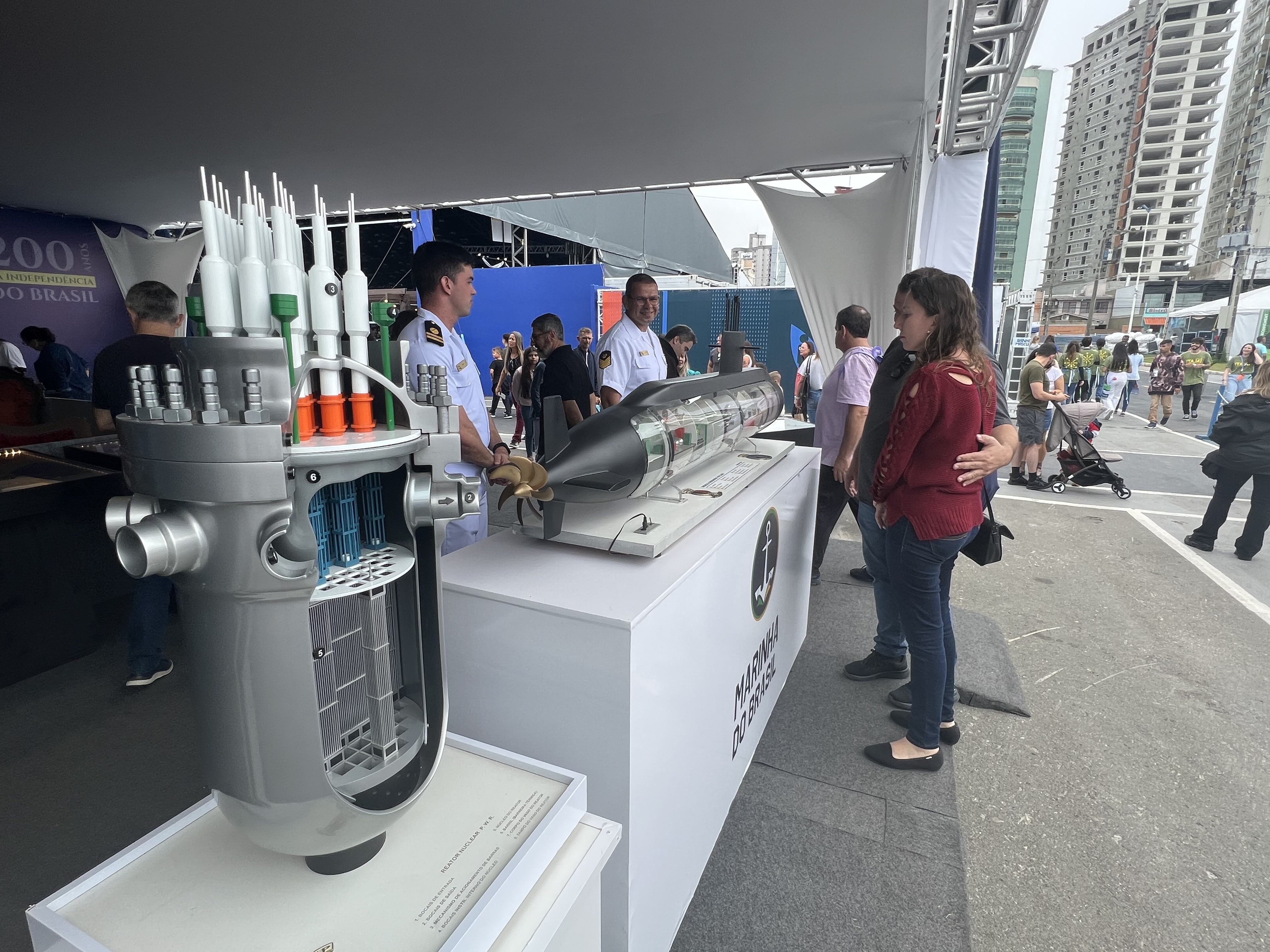
Modelos do reator e do submarino nuclear expostos ao público numa corrida de veleiros em 2023

A Folha de S. Paulo descrevia o PNM em 1990 como um fato "ao qual a sociedade brasileira quase não teve acesso". Dentro da Marinha, a primeira difusão em grande escala de informações sobre o projeto foi numa grande reunião de almirantes em 1991. Em novembro de 1995 a Marinha convidou jornalistas às instalações do CTMSP na USP e em Aramar, mas não permitiu que vissem o prédio onde se faziam as centrífugas, para manter um "segredo mais comercial que militar", segundo um jornal. O almirante Mauro César Rodrigues Pereira, ministro da Marinha de 1995 a 1999, promoveu uma campanha para desassociar o adjetivo "paralelo" do programa nuclear, numa luta contra o estigma que dura até o presente; o almirante Othon faz questão de corrigir "autônomo" no lugar de "paralelo".
À procura de reconhecimento na opinião pública, a Marinha já abriu Aramar a audiências públicas e visitas de jornalistas e autoridades, incluindo agentes da Agência Internacional de Energia Atômica. A questão do sigilo ainda é patente nas relações com os órgãos internacionais de não proliferação: segundo os críticos, o Brasil ainda não abriu plenamente seu programa nuclear à AIEA.

## Metas tecnológicas
O Programa Nuclear da Marinha foi criado sob o codinome Programa Chalana e assim chamado até sua oficialização, por volta de 1988. Ele foi dividido em três projetos, o estudo e planejamento (Zarcão), ciclo do combustível (Ciclone) e reator (Remo). Nos anos 1990 a nomenclatura dos projetos era Uside (enriquecimento de urânio), Proter (protótipo do reator) e Costado (os submarinos propriamente ditos). Desde 2008 os planos de construção de submarinos fazem parte do ProSub.
Conforme as condições financeiras e políticas, a história do programa pode ser dividido numa era inicial de progresso rápido, uma estagnação nos anos 1990 — chegando à paralisia entre 1995 e 2003 —  e uma retomada a partir de 2007. No ciclo do combustível nuclear, a etapa mais difícil e sujeita às maiores restrições pelos detentores da tecnologia, o enriquecimento de urânio, foi dominada em poucos anos. A produção de hexafluoreto de urânio (UF6) em 2010 fechou o ciclo. Em 2016 o PNM como um todo tinha previsão de conclusão para 2031, quando chegará a 52 anos de idade.

### Ciclo do combustível

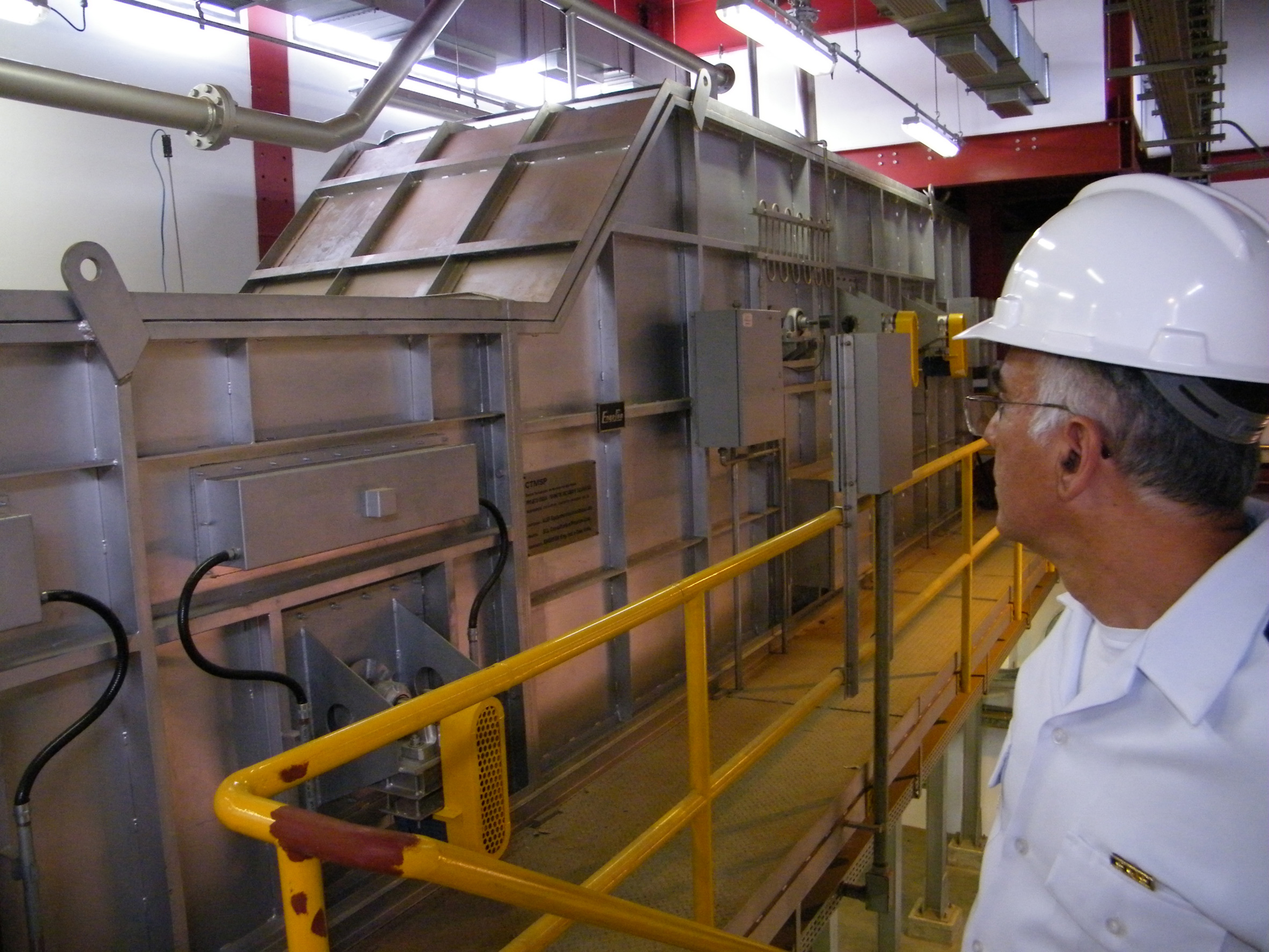
Usina de Hexafluoreto de Urânio (Usexa) de Aramar

A propulsão nuclear exige materiais físseis como combustível para um reator nuclear — no caso do PNM, o urânio 235 (U-235), que está presente na proporção de 0,7% no urânio na natureza. O restante é outro isótopo, o U-238, material inerte nas reações de fissão que liberarão a energia desejada. Para uso nos reatores, é preciso elevar o teor de U-235, isto é, enriquecer o urânio, a pelo menos 3%. No processo de ultracentrifugação, que foi o escolhido no Brasil, a força centrífuga de um cilindro girando em alta velocidade empurra as moléculas com o U-238, que é mais pesado, para a periferia, enriquecendo a amostra no centro. As ultracentrífugas são dispostas em série e em paralelo (a cascata) para repetir o processo até chegar ao teor de enriquecimento desejado.
A matéria-prima do processo é o gás UF6, obtido pela mineração do urânio, beneficiamento em yellow cake (U3O8), dissolução, purificação e conversão. Depois do enriquecimento, o UF6 é reconvertido a pó de dióxido de urânio (UO2), que é é processado em pequenas pastilhas e estas, formadas em varetas de uma liga metálica. O conjunto de varetas, o elemento combustível, pode então ser inserido no reator nuclear.
Nos anos 1970 o Brasil já dominava a mineração de urânio e a produção de yellow cake. O IPEN já produzia UF6 em escala laboratorial e experimentava com as etapas da reconversão e produção de pastilhas. Além de dominar o enriquecimento de urânio, o PNM teve acesso, através do IPEN, ao gás UF6 e pastilhas de UO2. Nessa parceria, até 1988 foram fabricadas cerca de quatro toneladas de pastilhas enriquecidas a 3,8%, e todo o estoque do gás foi transferido à Marinha em 1990. O PNM iniciou os testes de sua própria usina de conversão de UF6 em março de 2010 e em 2021 firmou com as Indústrias Nucleares do Brasil (INB) um contrato para o fornecimento das pastilhas de UO2 a ser usadas no protótipo do reator.

#### Enriquecimento de urânio

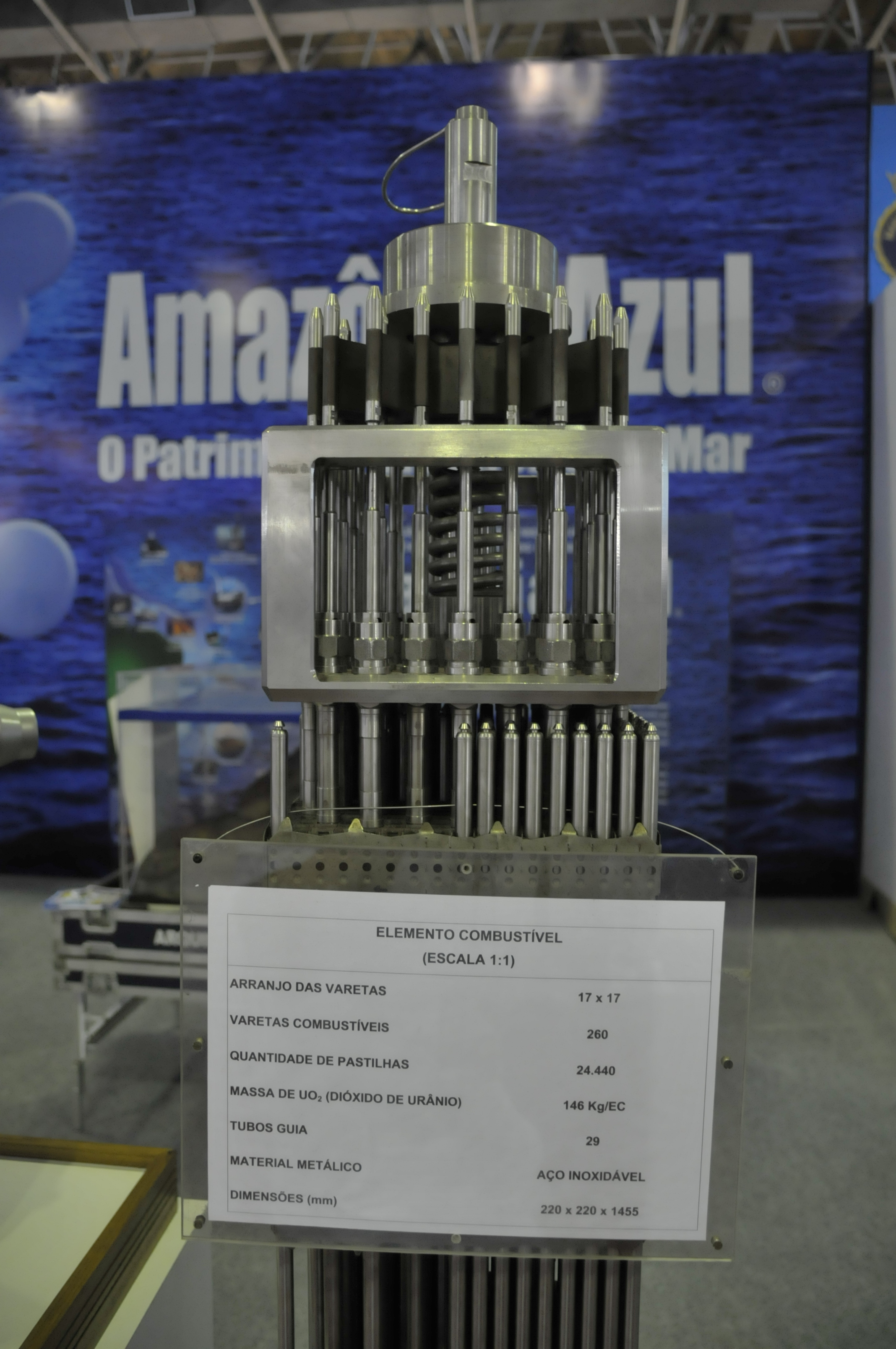
Modelo em escala real do elemento combustível projetado pelo PNM

O grupo de pesquisa do comandante Othon desenvolveu um projeto próprio de ultracentrífuga, enfrentando os problemas de atrito, balanceamento e ressonância. Para suportar as tensões mecânicas nas dezenas de milhares de rotações por minuto, as máquinas brasileiras foram construídas em aço maraging e fibra de carbono. A maior dificuldade foi na sustentação: a ultracentrífuga brasileira não usa mancais convencionais e gira em torno de seu eixo pela levitação magnética, mantendo um vácuo entre a carcaça e o rotor. Isto evita o atrito entre as partes, diminuindo o consumo de energia e o desgaste mecânico. Os detalhes do sistema, como o número e posição dos mancais magnéticos, a velocidade de rotação e o sistema de controle, são classificados. Segundo o engenheiro Roberto M. Sales, o controle mede o deslocamento entre o rotor e um ponto de referência e altera a corrente dos ímãs.
O desenvolvimento da primeira ultracentrífuga durou de 2 de fevereiro de 1980 a dezembro de 1981. Em 4 de setembro de 1982, usando apenas duas centrífugas, enriqueceram-se as primeiras miligramas. O teor era de "um zero alguma coisa", na memória de Othon; Nos dois anos seguintes o programa estudou o funcionamento coletivo das máquinas e industrializou os componentes para a futura usina de enriquecimento, entre eles a liga de aço. Em setembro de 1984 operavam-se nove centrífugas em cascata. O programa nuclear paralelo já podia mostrar maiores resultados do que o oficial.
Em 1985 chegou-se ao urânio enriquecido a 20%. Entretanto, o enriquecimento na USP era em escala laboratorial. A próxima etapa, portanto, era uma usina de enriquecimento, o que foi obtido em Aramar, onde se instalaram 48 ultracentrífugas até a inauguração. Em 1995, eram cerca de 800. Aramar normalmente enriquece a 5%, mas o PNM já produziu a 20% no passado e isto pode ser feito novamente com autorização internacional.
Até 2008 o PNM desenvolveu sete gerações de ultracentrífugas. Conforme uma tese da Escola de Guerra Naval, a ultracentrífuga brasileira é "considerada pelos especialistas do setor, a mais eficiente entre as conhecidas". O diretor-executivo do Centro de Educação para Políticas de Não-Proliferação, de Washington, pontuou em 2004 que "os brasileiros dizem que ela [centrífuga brasileira] é 30% mais eficiente e que é única. Mas ela não é, provavelmente, a mais eficiente ou a mais nova. Com certeza, ela deve ser melhor dos que as piores. Mas o quanto melhor, eu não sei". Dada a confidencialidade de estatísticas como o custo de construção, consumo de energia e durabilidade, comparações entre competidores são difíceis de fazer. Em 2006 as centrífugas no estado da arte rendiam de 50 a 100 unidades de trabalho separativo (SWU) e novas máquinas americanas prometiam operar em 300 SWU.
As centrífugas brasileiras, conforme as fontes de um correspondente do Instituto de Engenheiros Eletricistas e Eletrônicos, operavam a pouco mais de 10 SWU cada. Elas medem quase dois metros de altura e giram em velocidades supercríticas, isto é, seriam desmontadas pela própria ressonância se não fosse pela engenharia cautelosa. Pesquisadores da Marinha estudavam aumentar o comprimento do rotor sem alterar os mancais. A teoria dita que a produção de uma centrífuga é proporcional ao comprimento do rotor e à velocidade à quarta potência. As centrífugas europeias da Urenco mediam mais de três metros de altura e eram também supercríticas. Os russos usam milhões de centrífugas subcríticas de menos de um metro cada.

#### Envolvimento estrangeiro
A versão oficial insiste que a tecnologia obtida é inteiramente nacional, mas foi feita engenharia reversa em centrífugas alemãs de geração anterior, já disponíveis no país. Há rumores de que a verdadeira origem está nos contatos do físico paquistanês Abdul Qadir Khan, mas o consenso acadêmico não respalda a tese. Outros rumores do desenvolvimento mencionam a espionagem industrial ou a contratação de especialistas estrangeiros, como os engenheiros alemães Dietrich Hinze e Karl Heinz Schaab. Nos anos 1990, Othon conseguiu de Schaab uma máquina alemã usada na produção da fibra de carbono, encomendada pelo Iraque, mas que não foi entregue devido à Guerra do Golfo.
O almirante Othon admite que foi feita espionagem tecnológica no exterior, e outro almirante, Hernani Fontura, pontua que o "recurso à espionagem não foi uma opção usada apenas no Brasil, pois outros países fizeram o mesmo para alcançar o domínio de uma tecnologia que nenhuma nação cedia". Há componentes estrangeiros e o almirante Othon admite que o Brasil mentiu aos seus fornecedores, como alemães e italianos, sobre o destino que daria às peças. "Se não tivéssemos agido assim, as peças sairiam muito mais caras ou a empresa seria pressionada a não vendê-las a nós por países que já detinham a tecnologia". Alguns componentes foram comprados na França e trazidos na mala diplomática.
Segundo um relatório de inteligência de um aliado europeu da Alemanha Ocidental, uma cláusula secreta de um acordo com a China permitia a assistência ao reator do submarino nuclear brasileiro. Não há informações adicionais para comprovar que tal cláusula tenha dado fruto, mas 220 quilos de urânio enriquecido a 4,3%, comprados dos chineses em 1983, seriam encontrados em Aramar na década seguinte.

### Reator e propulsão

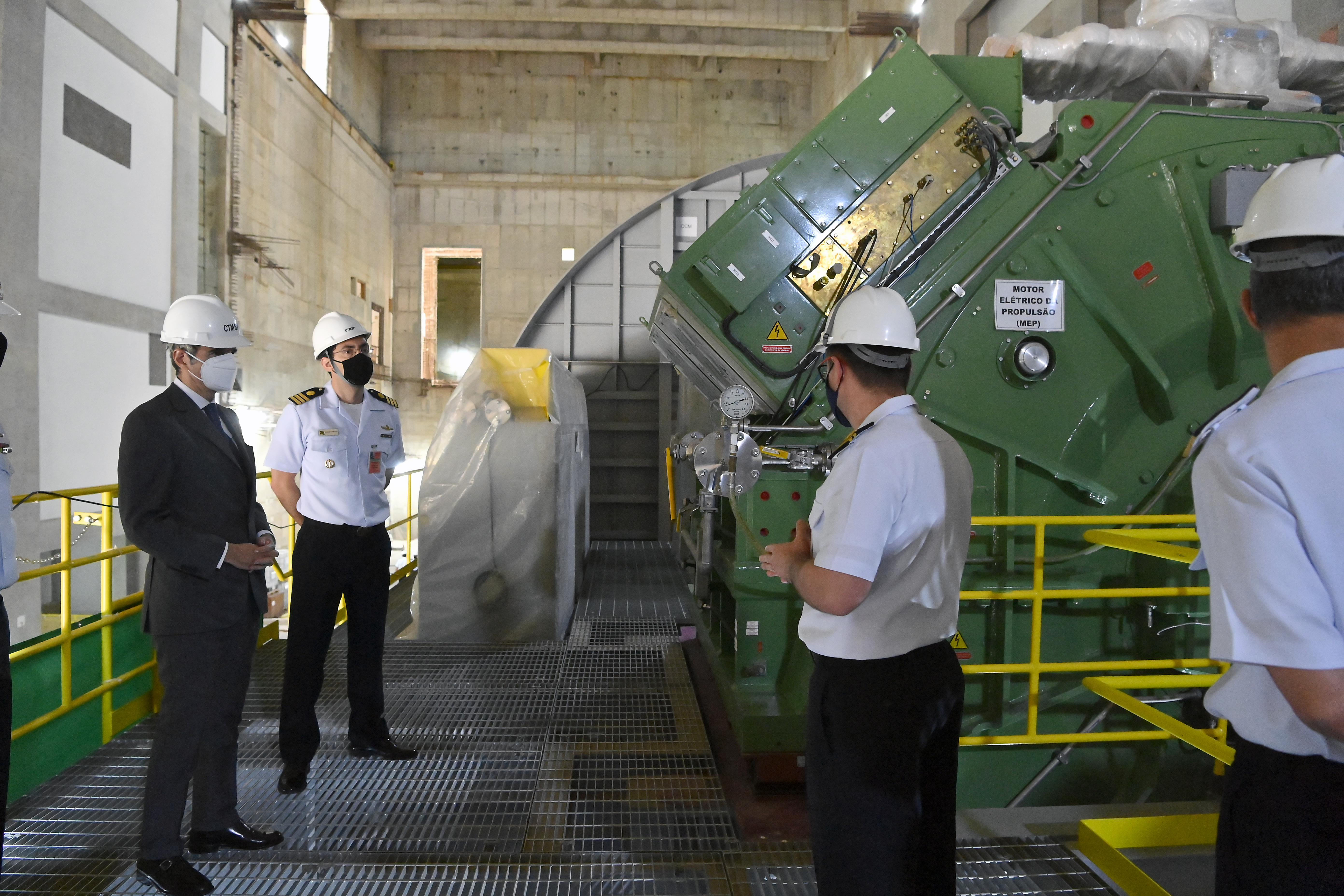
Motor Elétrico de Propulsão (MEP) do Labgene

De 1983 a 1988 o Projeto Remo construiu o reator de pesquisa IPEN/MB-01, com potência máxima de 100 watts, para simular em pequena escala um reator de porte maior. Para testes, a Marinha também utilizou o reator de pesquisa IEA-R1, já presente no IPEN. O reator maior, a ser usado no submarino, será um reator de água pressurizada (PWR, em inglês), composto de um vaso de pressão, internos do reator, elemento combustível e Mecanismo de Acionamento de Barras de Controle (MAB). O projeto tem três circuitos, primário, secundário e de refrigeração. A fissão nuclear aquece a água no circuito primário, que é submetida a alta pressão e transfere calor à água no circuito secundário, sem contato físico entre um fluido e outro. No circuito secundário, a vaporização da água aciona uma turbina para fazer funcionar os geradores elétricos do submarino. O vapor é então condensado e bombeado para realimentar o processo.
O reator e outros componentes da propulsão foram sucessivamente conhecidos como Reator Nacional de Água Pressurizada (RENAP), Instalação Nacional de Água Pressurizada (INAP) e Laboratório de Geração de Energia Nucleoelétrica (Labgene). Sua potência será de 11 megawatts elétricos ou 48 megawatts térmicos, o equivalente à iluminação de uma cidade de 20 mil habitantes. O projeto reproduz em terra, em escala real, a planta nuclear do futuro submarino, dividindo-se nas seções do freio dinamométrico (Bloco 10), que simula a hélice, motor elétrico da propulsão (Bloco 20), turbogeradores (Bloco 30) e reator nuclear (Bloco 40), formando um complexo de onze prédios principais: Reator, Turbinas, Combustível, Auxiliar Controlado, Auxiliar Não Controlado, Preparação e Testes de Embalagens, Apoio Operacional, Subestações Elétricas 1 e 2, Armazenamento Intermediário de Rejeitos e Unidades de Resfriamento.
Em 2000 a imprensa noticiava que os componentes para um reator já haviam sido adquiridos e aguardavam a montagem. O vaso de pressão e componentes internos do protótipo de reator foram concluídos numa sala improvisada em 2005. Em 2007 a Marinha anunciava que o reator estava quase concluído. Estocavam-se US$ 130 milhões em componentes: um vaso de pressão da Nuclebrás Equipamentos Pesados, de Itaguaí, turbina da Deini S.A. Indústria de Base, de Piracicaba, pressurizador e condensador do grupo Garcia Jaraguá, de Sorocaba, e geradores da Siemens Brasil. Esperava-se que a WEG, de Jaraguá do Sul, fornecesse os motores elétricos. O índice de nacionalização do projeto era superior a 90%.
O cronograma em 2007 previa que o reator estivesse pronto até 2014, num cenário otimista, ou 2019, num cenário pessimista. Em fevereiro de 2015 o comissionamento do Labgene estava previsto para julho de 2017, mas o projeto atrasou. Até 2022 o projeto atrasou sete anos em relação ao cronograma inicial. Há dificuldades técnicas a superar na miniaturização e integração do reator com segurança ao futuro submarino. Como admitido em 2022 pelo almirante Marcos Sampaio Olsen, então diretor-geral da DGDTNM, a indústria brasileira não dava conta de suprir todas as tecnologias críticas, e a importação esbarra nos interesses geopolíticos dos fornecedores. Em 2024 o bloco 40 ainda estava em construção. Esperava-se futuramente testar o Laboratório com o vapor de uma caldeira a combustível fóssil e por fim, com o combustível nuclear, concluindo o processo em 2027, concretizando o primeiro reator nuclear de alta potência projetado no Brasil.

### Integração ao submarino

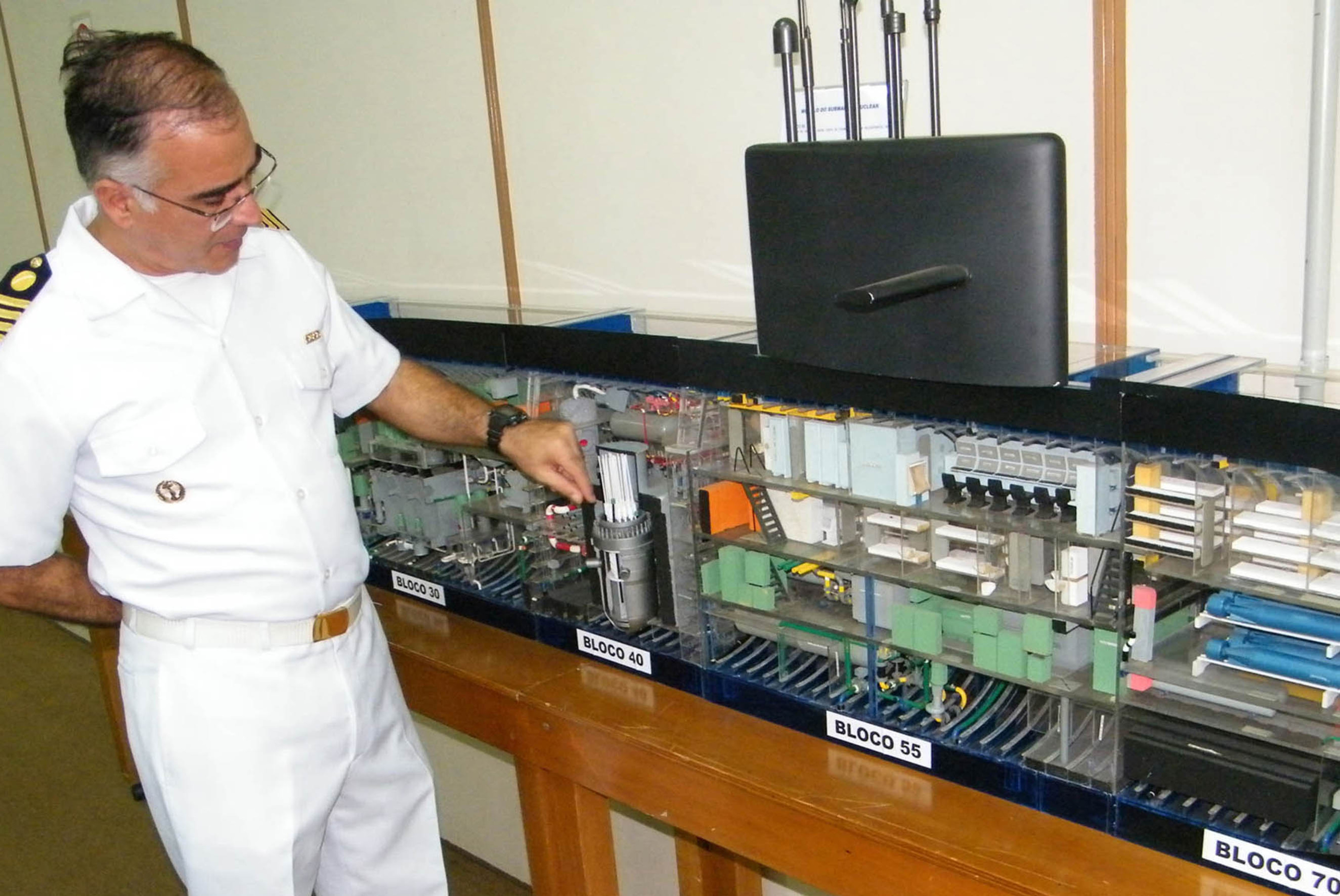
O capitão Ferreira Marques aponta ao reator num modelo do futuro SN Álvaro Alberto

O programa naval do início dos anos 1980 projetava quatorze submarinos: quatro convencionais de projeto alemão, seis convencionais de projeto brasileiro e quatro nucleares de projeto brasileiro. Os submarinos nucleares poderia ser uma versão de casco maior do projeto convencional. Faltava, ainda, a capacidade de construir os submarinos no Brasil, o que foi obtido mediante um contrato assinado em 1984 com o estaleiro alemão Howaldtswerke-Deutsche Werft. Um submarino convencional da classe IKL-209, designada Tupi no Brasil, foi construído na Alemanha e outros três e mais uma versão melhorada, o Tikuna, no Arsenal de Marinha do Rio de Janeiro. Engenheiros, técnicos e operários foram enviados ao estaleiro alemão para adquirir o conhecimento a ser utilizado num projeto nacional.
A concepção de projeto de um submarino convencional brasileiro, o Submarino Nacional I (SNAC-I), teve início em 1986 e foi interrompida quatro anos depois por falta de verbas para a etapa do projeto detalhado. A ideia foi retomada em 1994, mas o desenho já estava defasado e deu lugar a um novo modelo, o Submarino Médio Brasileiro (SMB-10). Este projeto foi também cancelado e a Marinha se conformou a construir um casco de projeto estrangeiro, culminando na assinatura de contratos com o grupo francês DCNS para a construção no Brasil de submarinos da classe Scorpène. Isto deu início ao ProSub, que até 2025 já resultou no comissionamento de dois submarinos convencionais, designados como a classe Riachuelo. A construção do submarino nuclear, a ser designado Álvaro Alberto, ainda não começou.

### Usos civis

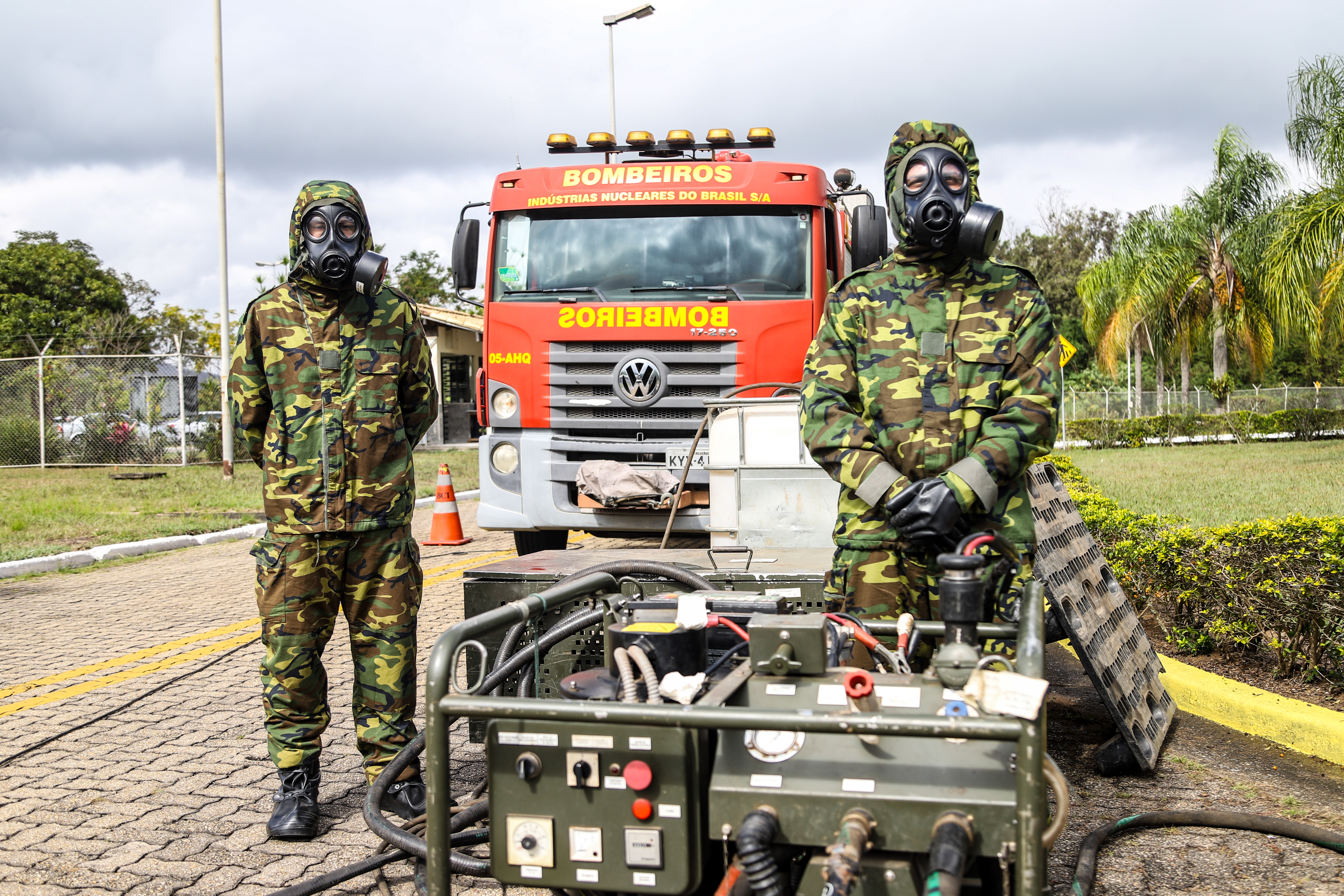
Fuzileiros navais em exercício de defesa QBRN nas Indústrias Nucleares do Brasil, em 2023

O urânio enriquecido tem uso duplo, podendo abastecer submarinos e usinas nucleares, o que ajuda a explicar a sobrevivência do PNM. Foi através dos militares que o Brasil dominou o ciclo do combustível nuclear, consolidando o CTMSP entre os principais centros de pesquisa do setor nuclear no país. Da mesma forma, a conversão de UF6 com tecnologia do PNM poderá substituir a importação desse insumo do Canadá pelo programa nuclear civil. A experiência do Labgene poderá ser aplicada em usinas de pequena escala para a malha energética nacional. O desenvolvimento desses componentes traz um arrasto tecnológico, contribuindo materiais, componentes industriais e métodos até aos setores não-nucleares.
O PNM montou e modernizou laboratórios de pesquisa, capacitou engenheiros e técnicos e financiou bolsas de pós-graduação e pesquisas. Além do IPEN, ele já envolveu o Centro de Desenvolvimento de Tecnologia Nuclear (CDTN) de Belo Horizonte, o Instituto de Engenharia Nuclear (IEN) do Rio de Janeiro, 400 empresas e as universidades de Campinas, São Paulo, São Carlos, Santa Catarina, Belo Horizonte e Rio de Janeiro, o Instituto de Pesquisas Tecnológicas e o Instituto Militar de Engenharia.
O Brasil é único país sem armas nucleares no qual os militares cedem mecanismos de enriquecimento de urânio ao programa nuclear civil. A produção em escala laboratorial na USP e escala piloto em Aramar foi levada à escala industrial na Fábrica de Combustível Nuclear de Resende, administrada pelas Indústrias Nucleares do Brasil (INB). Em outubro de 2003 o presidente da CNEN, Odair Dias Gonçalves, anunciou a entrada do país no círculo dos seis países produtores de urânio enriquecido em escala industrial. A Marinha, que é a única fabricante nacional de ultracentrífugas de enriquecimento, forneceu-as à INB, que produz combustível para as usinas de Angra dos Reis. A meta era de chegar a dez cascatas de centrífugas instaladas até 2012, mas apenas três estavam em serviço naquele ano, atendendo a cerca de 5% da demanda das usinas nacionais. O Brasil continua a depender da importação para seu urânio enriquecido. A décima cascata foi entregue em 2022. A longo prazo, o programa nuclear brasileiro ambiciona até mesmo exportar combustível.
O governo paulista e a Marinha cederam ao CNEN uma área adjacente a Aramar para a construção do Reator Multipropósito Brasileiro (RMB). A pedra fundamental foi lançada em 2018 e o reator, quando concluído, será o segundo na região, depois do Labgene. Como centro de pesquisa e produção de radioisótopos, ele promete aplicações na medicina, indústria, agricultura e meio ambiente.

## Política governamental

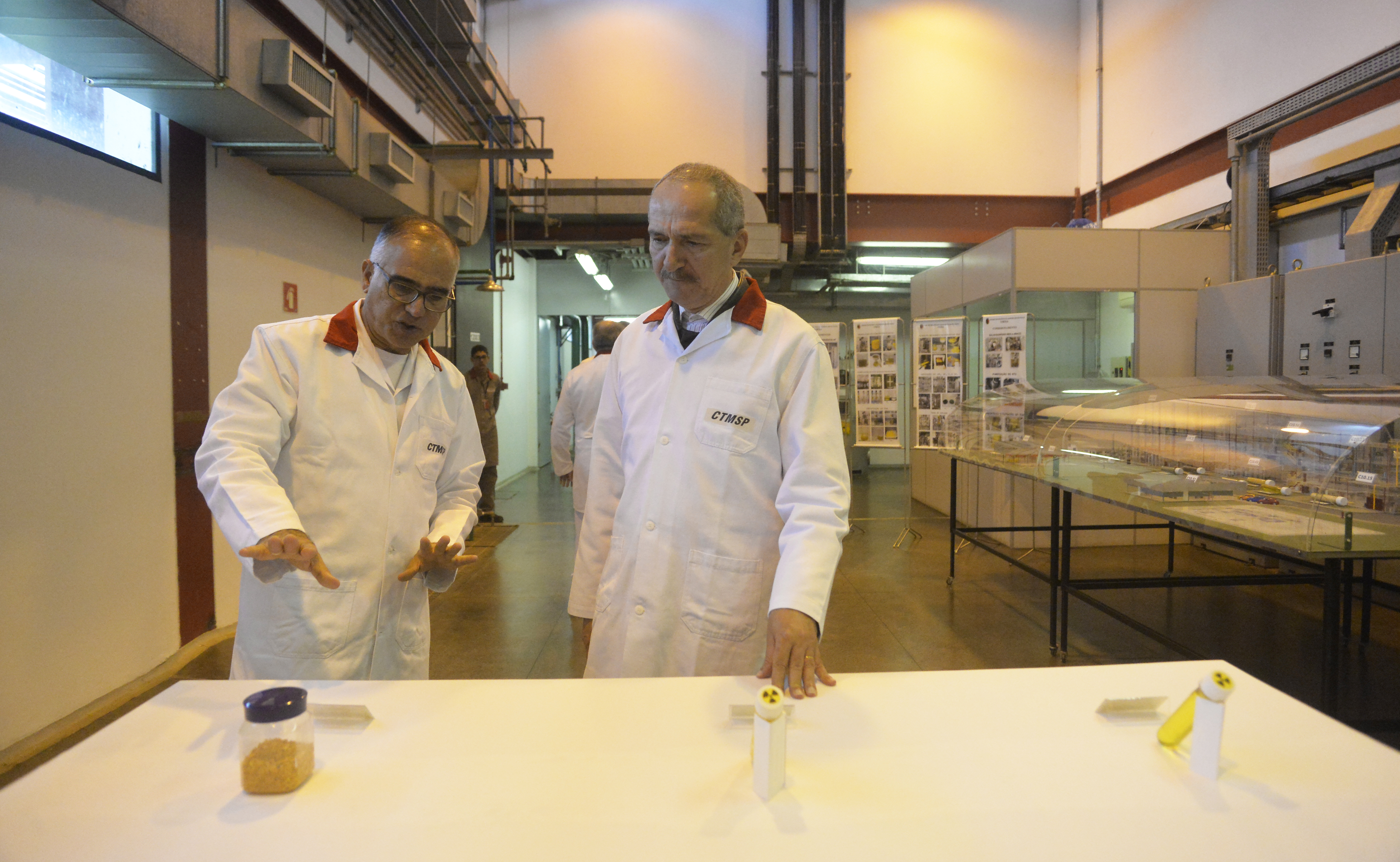
Ministro da Defesa Aldo Rebelo em Aramar

O PNM atravessou múltiplas décadas, dois regimes políticos (a ditadura militar e a Nova República) e grandes mudanças nas relações internacionais, angariando maior ou menor apoio conforme sua adequação à visão estratégica mais ampla, na qual ele é de interesse a pautas de segurança, projeção internacional e independência em tecnologias sensíveis. De modo geral, "coalizões político-militares nacionalistas tenderam a apoiar com mais vigor o projeto do submarino nuclear do que as coalizões "internacionalistas"". O apoio do governo ao programa foi confiável nos seus primeiros anos, esmaeceu nos anos 1990 e a partir de 2007 retornou à agenda federal e foi institucionalizado nos documentos de defesa.

### Ditadura militar
A decisão do governo federal em favor do programa do submarino nuclear foi tomada no governo Geisel, mas os recursos só começaram a ser aplicados na administração de seu sucessor (1979–1985), João Figueiredo, último presidente da ditadura militar. Os resultados da primeira ultracentrífuga e a observação da Guerra das Malvinas de 1982 convenceram em definitivo o presidente. Othon nega ter havido relação entre a Guerra das Malvinas e o programa nuclear da Marinha, mas é provável que o conflito tenha convencido o governo da utilidade do submarino nuclear na defesa futura contra ações das grandes potências Figueiredo aprovou pessoalmente a expansão do quadro de pessoal do Programa Chalana e discutiu a colaboração nuclear em sua visita de Estado à China em 1983.
Os militares tinham pressa, pois estavam cientes do fim iminente da ditadura. A economia nacional estava em crise e as autoridades priorizaram os projetos nucleares em detrimento dos armamentos convencionais. O orçamento da Marinha financiou o projeto dos reatores, enquanto o Conselho de Segurança Nacional usou as "contas Delta" para patrocinar os experimentos de enriquecimento de urânio, o que permitiu seu rápido domínio. Por outro lado, o então presidente da CNEN, Hervásio Guimarães de Carvalho, recusou-se a financiar o projeto da Marinha. Segundo Renato Archer, ele era próximo demais aos Estados Unidos. No governo de São Paulo, a administração de Franco Montoro, embora oposicionista, autorizou a construção do complexo de Aramar e manteve o sigilo sobre as pesquisas nucleares na USP, seja por sua dependência do Executivo federal, temor da reação do regime ou concordância com seu valor estratégico.
O presidente brasileiro congratulou a Argentina pelo seu anúncio, em 1983, de que havia dominado a tecnologia de enriqueciemento de urânio no complexo de Pilcaniyeu. A rivalidade com a Argentina foi originalmente um fator no programa nuclear brasileiro, mas isto já mudava. Os argentinos também tinham um programa "paralelo", e as autoridades nucleares de ambos países aproximaram-se pelo que tinham em comum: as suspeitas externas sobre os seus programas e frustração com as restrições que os países dominantes no campo impunham à transferência de tecnologia.

### Governo Sarney

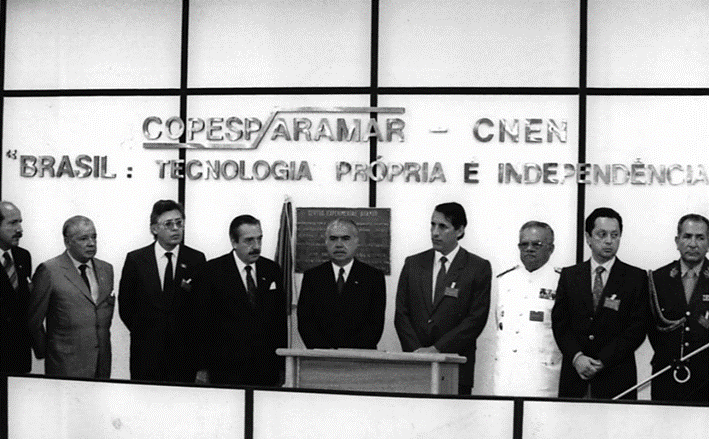
Presidentes do Brasil e da Argentina na inauguração do Centro Experimental de Aramar em 1988

A redemocratização e a posse do presidente civil José Sarney (1985–1989) não interromperam o programa, mas nos anos seguintes ele perdeu a discrição e recebeu críticas internas e externas. Sarney manteve na presidência da CNEN o físico Rex Nazaré Alves, proponente do programa paralelo, e nomeou o nacionalista Renato Archer ao novo Ministério da Ciência e Tecnologia. Os militares ainda eram influentes, mantinham proximidade ao governo e puderam continuar seus grandes projetos, apesar da crise econômica. O presidente da CNEN admitiu a existência do programa nuclear paralelo em dezembro de 1986, e no ano seguinte Sarney anunciou o domínio brasileiro sobre o enriquecimento de urânio.
Sarney visitou as instalações de Pilcaniyeu em 1987 e convidou o presidente argentino Raul Alfonsín à inauguração do complexo de Aramar, em 8 de abril de 1988. Do lado de fora, um esquema de segurança policial e militar separava-os dos protestos populares contra o programa nuclear, objeto de medo e incerteza para grande parte do público. O ambiente já não era favorável: externamente, a détente dissipava a tensão entre EUA e União Soviética, e internamente, a nova Constituição tinha tom antibelicista e crítico à corrida atômica, renunciando a qualquer uso não pacífico das atividades nucleares e assegurando o controle do Congresso sobre o setor. A imprensa discutia riscos à população, a possibilidade do desenvolvimento de armas nucleares e a falta de controle do Congresso sobre o programa. A opinião popular do governo Sarney deteriorava e os militares e seus projetos carregavam o estigma da ditadura.
A Assembleia Nacional Constituinte de 1987 derrubou, por 253 votos contra 87, a proposta do constituinte Theodoro Mendes para cancelar o projeto de Aramar. Votaram em defesa de Aramar o Partido Liberal, Partido da Frente Liberal, Partido Democrático Social, Partido do Movimento Democrático Brasileiro, Partido Comunista Brasileiro e cerca de metade do Partido Democrático Trabalhista e Partido Trabalhista Brasileiro. Votaram a favor da proposta a outra metade desses dois partidos e mais o Partido Comunista do Brasil, Partido Socialista Brasileiro e Partido dos Trabalhadores. O discurso nacionalista unia a esquerda e direita na coalizão pró-Aramar, enquanto os oponentes do projeto aderiam ao movimento antinuclear do período.
A retórica de Sarney tentava associar o programa ao desenvolvimento nacional. Rex Nazaré Alves, presidente do CNEN, protestou que os "países desenvolvidos, ao mesmo tempo que as utilizam em benefício interno, dificultam o acesso de novos países a essas tecnologias, criando obstáculos para aquisição de informações, de matérias e de equipamentos". Ambos ressaltaram que o Brasil não tinha pretensões hegemônicas e não buscaria a bomba atômica. O ministro da Marinha, almirante Henrique Saboia, declarou ao Estado de S. Paulo, logo após a inauguração de Aramar, que
o brasileiro precisa acreditar que existe uma decisão de governo para uso da energia nuclear para fins pacíficos. O Ministério da Marinha tem como meta distante desenvolver um submarino nuclear, mas é preciso deixar bem claro que apenas o sistema de propulsão nuclear será nuclear. O sistema de propulsão é usado como fonte de calor e essa turbina movida a vapor é que irá movimentar os submarinos nucleares. No momento, (...) a finalidade não é bélica, mas não submeteremos a nossa tecnologia à Agência Internacional de Energia Atômica (AIEA), por uma decisão política. Quanto aos submarinos atômicos (...) não teremos previsão, nem fixação de datas para sua fabricação. Temos um programa para chegar lá. Quem sabe eu os convido para a inauguração, no futuro (...)

### Anos 1990

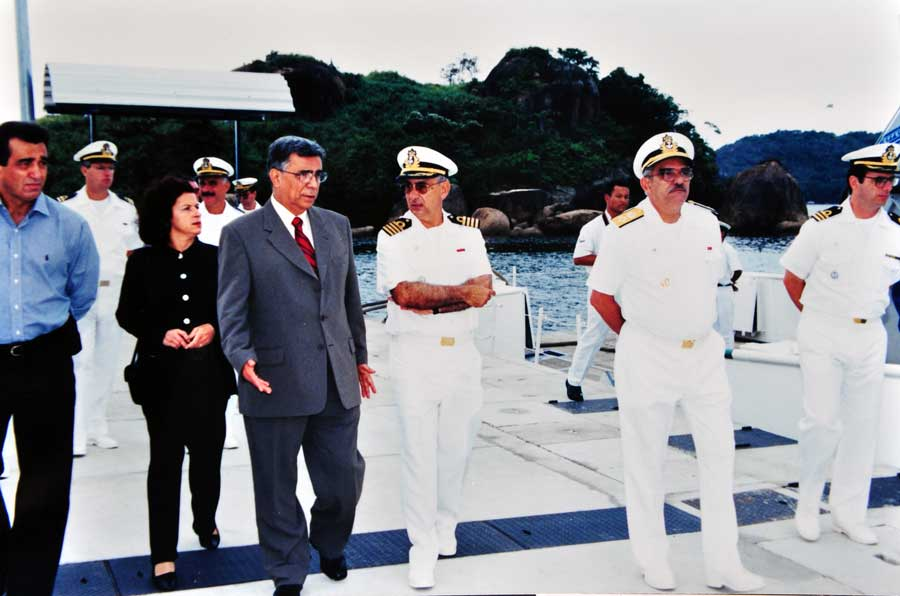
Élcio Álvares, ministro da Defesa do governo FHC (de terno), com o comandante da Marinha, almirante Sérgio Chagasteles (segundo da direita para a esquerda)

Os presidentes Fernando Collor (1990–1992), Itamar Franco (1992–1994) e Fernando Henrique Cardoso (1995–2002) eram contrários ao submarino nuclear. O programa não chegou a ser cancelado, mas foi exposto aos conflitos de prioridades e dificuldades financeiras,, perdendo gradativamente seus subsídios do orçamento federal. A produção científica e tecnológica estagnou. O poder das Forças Armadas estava em declínio, a indústria de defesa foi desvalorizada e a política externa tomou direção pacifista. O Brasil integrou-se ao regime internacional de não proliferação nuclear, formando a Agência Brasileiro-Argentina de Contabilidade e Controle de Materiais Nucleares (ABACC) e assinando o TNP em 1998.
Collor tinha margem política para ignorar as sugestões dos militares, era crítico do armamento nuclear e dos gastos com o programa nuclear e mais próximo aos Estados Unidos. Diferenciando-se dos seus antecessores, aderiu às agendas internacionais. Seu gabinete tinha dois ministros de postura semelhante, José Goldemberg (Ciência e Tecnologia) e José Lutzenberger (Meio Ambiente). Na CNEN, ele substituiu Rex Nazaré Alves por um chefe de sua confiança, José Luiz de Santana de Carvalho. Para marcar publicamente a renúncia brasileira aos explosivos nucleares, Collor, em frente das câmeras, jogou uma pá de cal no poço de testes nucleares da Força Aérea na Serra do Cachimbo.
As verbas clandestinas para o programa paralelo tornaram-se escândalo na imprensa e em 1990 o Congresso reuniu uma CPI para investigar o programa. O projeto da Marinha estava no centro das atenções; a Folha de S. Paulo chamou-o de "principal projeto conhecido do programa paralelo". Em seus depoimentos à CPI, Renato Archer e o almirante Othon levantaram as bandeiras da independência tecnológica e da crítica às pressões americanas, mas para o novo governo, Aramar simbolizava o passado. O relatório final da comissão determinou o fim do financiamento clandestino, mas elogiou os feitos tecnológicos do projeto e defendeu a proteção dos segredos industriais. Cortes de verbas desmontaram os programas do Exército e Força Aérea, mas a Marinha pôde continuar o seu projeto. Collor visitou Aramar em 31 de maio de 1991.
Itamar Franco reaproximou-se dos militares, mas não alterou a política externa. Fernando Henrique Cardoso não tinha comprometimento com o projeto e na década anterior, quando senador, era um de seus críticos, mas via potencial na partilha das suas conquistas científicas e tecnológicas com a sociedade civil O objetivo do submarino nuclear foi congelado em 1996, mas as atividades em Aramar continuaram. O governo retomou as obras de Angra II. Para evitar a dispersão da mão de obra do programa, o próprio ministro da Marinha propôs a cessão das ultracentrífugas para que a INB produzisse combustível, e o acordo foi firmado em 1998.

### Anos 2000

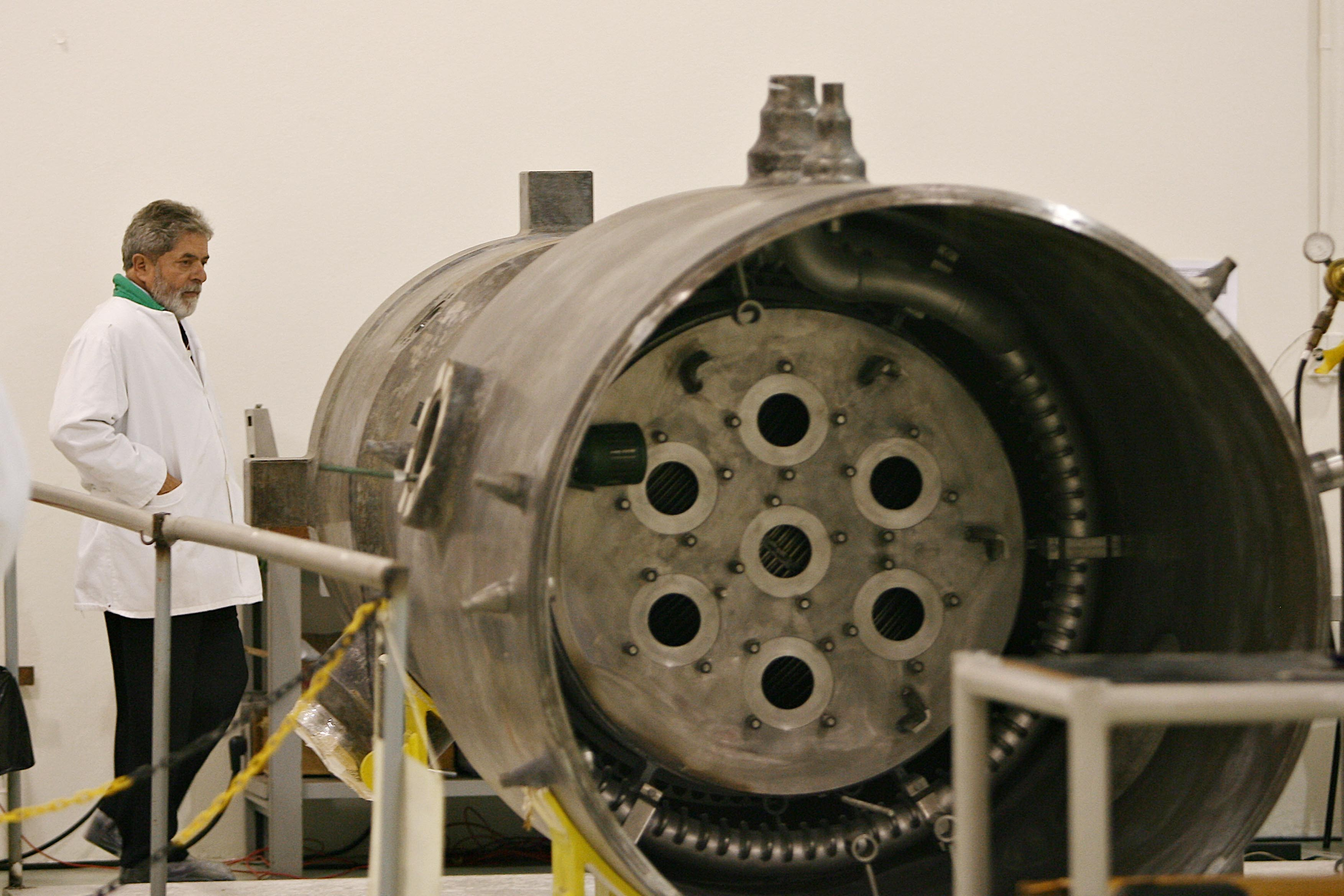
Presidente Lula no Labgene em 2007

Em resposta ao apagão de 1999, em fevereiro do ano seguinte o governo destinou 34,7 milhões de reais ao programa. Tentou-se também reavivar o projeto do submarino nuclear, mas o Congresso não aprovou a verba. O lobby em favor do projeto continuava ativo, e na campanha presidencial de 2002 os dois principais candidatos, José Serra e Luís Inácio Lula da Silva, defenderam a continuidade do PNM. O apoio de Lula, um representante da esquerda política, removeu do programa seu estigma remanescente de associação à ditadura militar.
Os dois mandatos do governo Lula (2003–2010) foram um período de retomada de teorias desenvolvimentistas, e portanto, de justificativas para o investimento no programa. O projeto do submarino nuclear foi formalmente retomado em outubro de 2003, mas a promessa de campanha não foi cumprida no primeiro mandato; Lula manteve a política de seu antecessor, focando o PNM na INB, até repensar a questão nuclear. O período de 2003–2007 foi o pior momento para as finanças do projeto, com a Marinha dando a mínima verba necessária para sua sobrevivência, na esperança de apoio futuro do governo. Em dezembro de 2006 o comandante da Marinha, almirante Roberto de Guimarães Carvalho, declarou que "não há, nem nunca houve um projeto de construção do submarino nuclear". "A Marinha sonha com o submarino nuclear, mas isso não basta. É preciso que, além do nosso sonho, haja uma vontade nacional, traduzida em recursos, de forma a transformar o sonho em realidade".
No segundo mandato, esta visão da Marinha foi compatível com as ambições de prestígio internacional do governo, um panorama econômico positivo, a descoberta de jazidas de petróleo no pré-sal e a concomitante demanda por capacidades de defesa marítima. Em 2007 o presidente visitou Aramar e anunciou a liberação de mais de um bilhão de reais, parcelados anualmente em 130 milhões. No ano seguinte, assinou com a França os acordos para a construção dos submarinos da classe Riachuelo, acelerando a parte não-nuclear do projeto. As empresas francesas não participam do PNM propriamente dito. As novas verbas foram destinadas tanto para completar o programa nuclear quanto para concretizar o submarino.
Novos documentos de defesa promoveram o PNM a política de Estado. A primeira edição da Estratégia Nacional de Defesa (END), publicada em 2008, delineou três setores tecnológicos estratégicos, o nuclear, espacial e cibernético, respectivamente atribuídos à Marinha, Força Aérea e Exército. Para o setor nuclear, a END fixou as metas de expandir o ciclo do combustível à escala industrial, descobrir novas jazidas de urânio, expandir os usos pacíficos da energia nuclear e desenvolver recursos humanos. Para a Marinha, priorizou a negação do uso do mar através de uma robusta força de submarinos convencionais e nucleares. Para superar a dependência externa e as restrições impostas pelos países desenvolvidos, seu desenvolvimento teria que ser autônomo. As menções ao setor nuclear civil não são comuns num documento de política de defesa como a END.

### Anos 2010

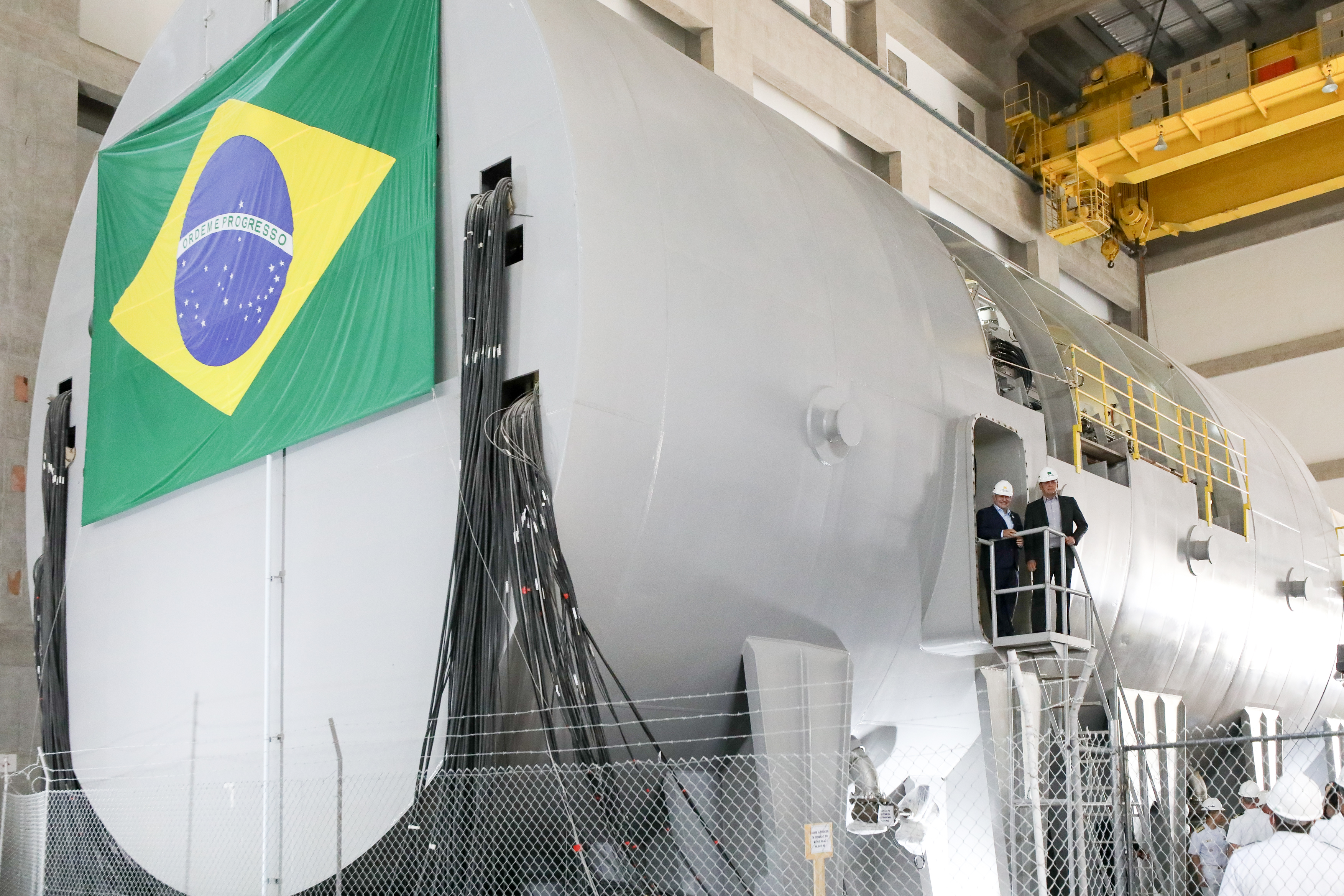
Presidente Jair Bolsonaro e ministro da Ciência e Tecnologia Marcos Pontes no Labgene em 2020

Conforme o contra-almirante Luís Antônio Rodrigues Hecht, da COGESN, em 2011 a maior parte dos recursos do PNM vinham do orçamento da Marinha. Em meados da década de 2010, o cronograma foi novamente atrasado por cortes de verbas federais.
O almirante Othon foi preso em 2015–2017 após as investigações de corrupção da Operação Lava Jato acusarem-no de receber propina no projeto de construção do reator nuclear de Angra 3. Othon já não trabalhava mais no PNM, e a Marinha nega a informação, divulgada na imprensa, de que ele teria sido uma "espécie de supervisor" no ProSub, mas seu valor simbólico para o programa nuclear não deixou de ser invocado. As defesas pública e legal do almirante enfatizaram seus feitos passados e sua reputação de nacionalista e guardião de segredos de Estado. Elas culparam agentes estrangeiros, insinuando um interesse externo em derrubar o programa nuclear brasileiro. A grande imprensa foi crítica a Othon, enquanto a mídia especializada de defesa e políticos dos dois lados do espectro político questionaram a prisão.
Comentando o caso, Matias Spektor, no Estado de S. Paulo, afirmou que o "Brasil é o único país cujo programa nuclear civil é controlado por uma força militar, a Marinha. O sigilo praticado serve para proteger segredos tecnológicos tanto quanto para acobertar práticas ilícitas". O jornalista de defesa Luiz Padilha objetou à confusão entre a construção das usinas civis (onde houve acusações de corrupção) e o programa nuclear da Marinha. A CNEN, não a Marinha, controla o programa nuclear civil.

### Anos 2020
A certificação do combustível nuclear exige respaldo internacional e sua busca reflete a política externa nacional. Sob o chanceler Ernesto Araújo, ministro das Relações Exteriores de 2019 a 2021, a política era de alinhamento aos Estados Unidos. Paralisaram-se as negociações com a Rússia, mas delegações da Marinha em Washington não fizeram progresso no campo da certificação do combustível nuclear. A opção russa foi então retomada por influência da ala militar do governo Jair Bolsonaro, sob a liderança do almirante Flávio Rocha, secretário de Assuntos Estratégicos da Presidência. O almirante visitou Moscou em dezembro de 2021, seguido pelo presidente Bolsonaro em fevereiro de 2022. A questão nuclear foi mencionada nas conversas com o presidente russo Vladimir Putin, mas não se sabe de nenhum documento oficial a respeito e a repercussão da invasão russa da Ucrânia dificultou a continuidade das negociações.
Cortes orçamentários ainda atingem o PNM, apesar de sua inclusão no Programa de Aceleração do Crescimento, e prolongam o histórico de atrasos. De 2008 a 2024 o orçamento da Marinha liquidou 3,6 bilhões de reais no projeto, tendo alcançado 65,9% da meta física da construção de instalações.

## Debate intramilitar

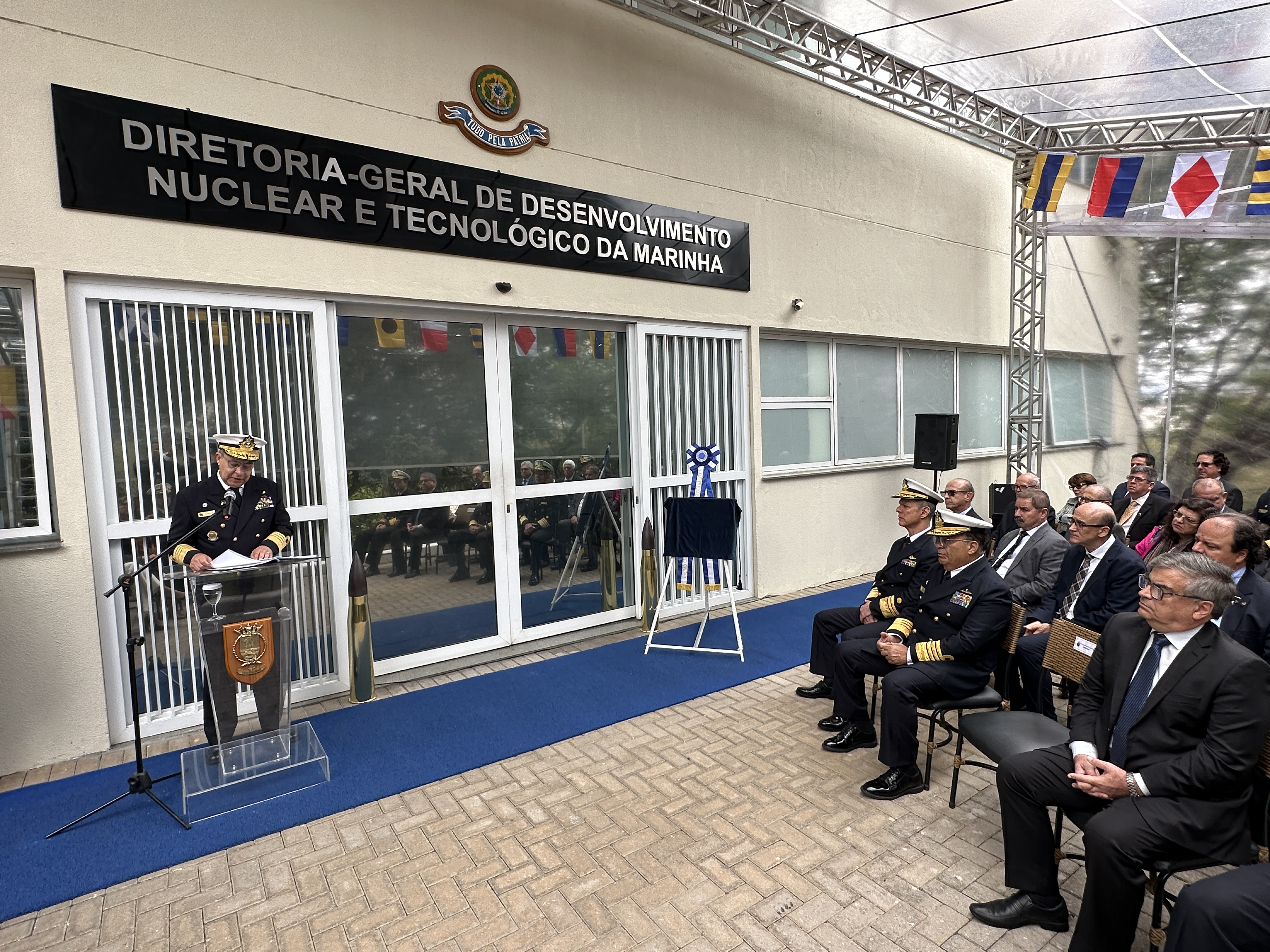
Cerimônia de transferência a São Paulo da sede da Diretoria-Geral de Desenvolvimento Nuclear e Tecnológico da Marinha, em 2023

No pensamento militar brasileiro, o domínio científico e tecnológico do campo nuclear é necessário à segurança e desenvolvimento — binômio típico da doutrina da Escola Superior de Guerra. No lado do desenvolvimento, os estrategistas são favoráveis inclusive aos usos pacíficos, como o projeto e construção de centrais nucleares e da produção do seu combustível. No lado da segurança estariam usos mais controversos, como a propulsão nuclear. Tais tecnologias não seriam transferidas pelos poucos países que as dominam — o que alguns autores chamam de "apartheid tecnológico" — sublinhando a necessidade do desenvolvimento independente. O submarino nuclear propriamente dito é prezado pelos estrategistas pelas suas vantagens técnicas em relação aos submarinos convencionais, que resultam em instrumentos bélicos de maior efeito dissuasório e mais adequados à defesa de áreas extensas. O uso dos submarinos na Guerra das Malvinas é citado com frequência nos seus argumentos.

### Competição por recursos
As histórias oficiais do PNM e do projeto do submarino nuclear dão a imagem de uma força unida e coesa, como de praxe para uma instituição militar. Entretanto, a competição pelo orçamento e recursos humanos, o choque entre os processos decisórios modernizante e corporativo (defensor da estrutura e dos gastos com pessoal), o incômodo com a independência e sigilo do programa e as divergências de personalidades já fizeram deles a linha divisória de dissensões internas. Inicialmente, nas gestões dos almirantes Karam (1984–1985), Saboia (1985–1990) e Flores no Ministério da Marinha, a administração naval teve certa "condescendência" com o almirante Othon, nas palavras de Flores, "porque entendíamos que era o preço a pagar para que aquilo avançasse". Havia resistência na área de engenharia, pois o projeto retirava recursos humanos. O que tornou as divisões mais difíceis de conciliar foi a estiagem orçamentária dos anos 1990.
O governo Collor, apesar de suas medidas contra o programa nuclear paralelo, incluía o almirante Flores, um dos principais defensores do submarino nuclear, que deixou o orçamento da Marinha suportar o fardo quando o governo federal diminuiu seus subsídios ao PNM. De 1992 a 1994, Flores passou à Secretaria de Assuntos Estratégicos, de onde manteve certo nível de apoio federal ao programa. As dificuldades vieram do próprio ministro da Marinha, o almirante Ivan da Silveira Serpa, representante de uma concepção estratégica conservadora, que não dava prioridade aos submarinos. O projeto nuclear era oneroso, o orçamento militar, reduzido, e o ministro escolheu focá-lo na renovação dos meios flutuantes. Aramar continuou a receber financiamento da instituição, mas o submarino nuclear não era mais prioridade dela ou do governo federal.
Numa reunião de almirantes em 1991, deu-se "aprovação unânime ao trabalho e conquistas nas áreas de enriquecimento de urânio, ciclo do combustível e reatores nucleares", mas "houve desaprovação generalizada às ideias aventadas para a construção do submarino, seja por sua concepção ou por sua condução à margem da estrutura normal da Marinha, mormente por quem não tinha vivência em construção naval", segundo o almirante Mauro César Rodrigues Pereira. A verba de investimento havia baixado a pouco mais de 120 milhões de reais, e o projeto do submarino nuclear custava 100 milhões; para ele, "seria razoável destruir a Marinha e descurar de suas obrigações mínimas para privilegiar um investimento que, se tivesse total sucesso, só se materializaria em quinze ou vinte anos?"

### Conflitos de versões
Conforme o almirante Othon, na administração Serpa "tudo que se podia fazer para complicar a vida foi feito", incluindo a abertura de 33 sindicâncias contra ele, nenhuma das quais o culpou. Ele só saiu do projeto, em 1994, por ter encerrado seu tempo de serviço na Marinha. Para o almirante Flores, Serpa "foi excessivamente rigoroso em cortar o que ele chamava de excessiva liberdade do Othon. O Othon, por sua vez, não facilitava muito" e houve um "conflito violento" entre as duas figuras. Os métodos de Othon eram incômodos: em 1993, sem autorização dos superiores, contratou duas empresas chefiadas por oficiais para trazer mais 400 empregados. Logo depois, descobriu que um casal que rondava sua casa investigava-o por ordem do Centro de Inteligência da Marinha.
Pela recordação de Mauro César, Serpa teria tido apoio pleno do almirantado para afastar Othon do projeto e este teria retaliado com uma versão enviesada dos fatos. Foi o caso da prioridade do projeto, que segundo Othon, teria caído do primeiro lugar para o décimo-oitavo; Mauro César protesta que antes não havia escala unificada de prioridades.
A partir de 1995, a Marinha teve que sustentar o programa por conta própria, deixando-o em estado "vegetativo".  A propulsão nuclear foi deixada a um futuro indeterminado. O almirante Mauro César, sucessor de Serpa no Ministério da Marinha, tinha linha parecida: ambos consideravam que o projeto do submarino nuclear era muito oneroso, mas não abandonaram seu financiamento. O almirante Roberto de Guimarães Carvalho, comandante da Marinha (posição sucessora à de ministro desde 1998) em 2003–2007, incluiu verbas ao PNM no programa de investimento proposto à Casa Civil da Presidência, mas teve que manter a prioridade baixa para focar nos meios flutuantes. Só em 2007 o Comando (ex-Ministério) da Marinha seria assumido por um conhecido proponente do submarino nuclear, o almirante Júlio Soares de Moura Neto.
Para o almirante Othon, "determinada escola de pensamento – e nós tivemos quatro administrações [Serpa, Mauro César, Chagasteles e Carvalho] dessa escola – não quer terminar". Mauro César argumenta que essas administrações fizeram o possível para manter o programa vivo num cenário de "estrangulamento de recursos"; ele mesmo levou FHC a Aramar e chegou a considerar a compra direta de um submarino nuclear francês. Para o historiador João Roberto Martins Filho, as "tensões opuseram almirantes de influência, mas aparentemente o corte de verbas não dependeu da força, mas de circunstâncias políticas externas".

## Questões ambientais

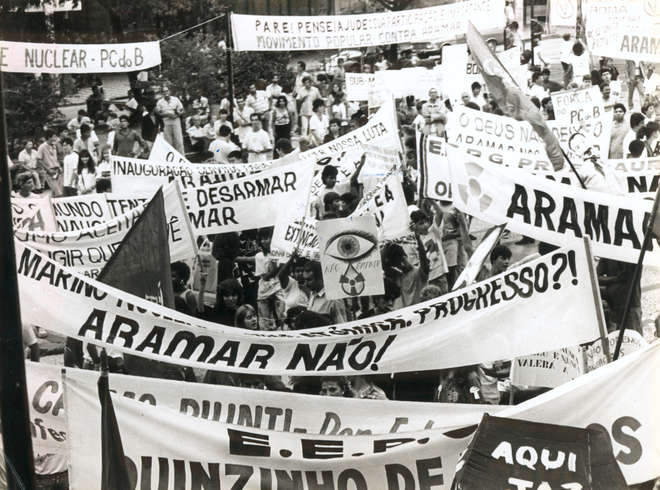
Protesto contra o complexo de Aramar em 1987

Na segunda metade dos anos 1980 o movimento ambientalista brasileiro, em plena maturação, dirigiu-se contra ações específicas da política nuclear brasileira. Eram movimentos locais, que foram aproveitados por partidos políticos, especialmente da centro-esquerda, para criticar a opacidade do governo. Os acidentes de Chernobil e Goiânia estigmatizaram a tecnologia nuclear e a falta de informações oficiais sobre o programa nuclear paralelo era um agravante. A construção do complexo de Aramar, para grande parte da população, era um risco. Nos municípios ao redor de Sorocaba, estudantes, prefeitos, vereadores, sindicalistas, religiosos e jornalistas empenharam-se contra a construção.
A construção iniciou sem um Relatório de Impacto Ambiental (RIMA), conforme um mandado do prefeito e vereadores de Sorocaba à Justiça Federal. Em resposta a esse documento, o comandante Othon esclareceu que se fazia monitoramento radiológico na região, mas não mencionou o RIMA. A Ordem dos Advogados do Brasil, repetindo a pauta, questionou a legalidade do projeto. Após visitar o complexo da Marinha em outubro de 1987, o físico José Goldemberg relatou dos riscos do uso da instalação para enriquecer urânio ao nível usado em armas nucleares. "Quanto ao reator, não se pode afirmar que existe segurança absoluta". O movimento contra Aramar lançou mão de palestras, debates, panfletos e demonstrações, chegando a dez mil pessoas nas ruas de Sorocaba em 20 de novembro de 1987.
Em 1988, delegações de diversos grupos, incluindo o Partido Verde alemão, compareceram ao 1.° Encontro Nacional sobre Energia Nuclear, no Salão de Leituras de Sorocaba. Eles produziram um manifesto, a "Carta de Sorocaba", solicitando a desativação de Aramar e revisão do Acordo Nuclear Brasil-Alemanha. A Marinha e o governo defenderam-se com a cessão de alimentos, palestras, panfletos e visitas oferecidas à população local. Audiências públicas construíram apoio parlamentar. A oposição não impediu o governo de inaugurar as instalações em Iperó, apesar das manifestações no entorno e da ausência de quatorze prefeitos da região, que foram convidados e se recusaram a prestigiar o evento.

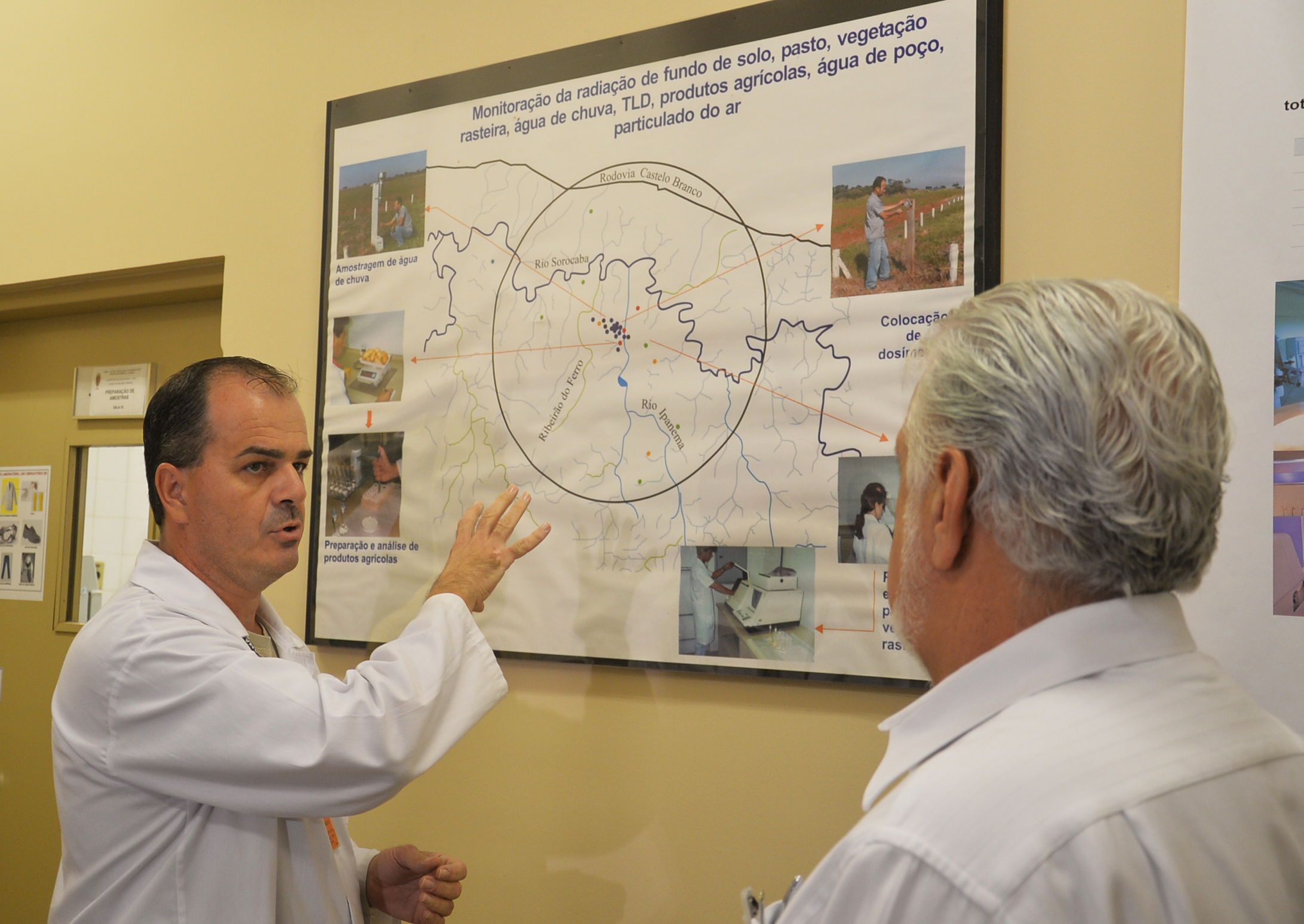
Ministro da Defesa Jaques Wagner é apresentado a um mapa de monitoramento de radiação nos arredores de Aramar

Diversos vazamentos de hexafluoreto de urânio e contaminações de funcionários ocorreram em Aramar entre 1994 e junho de 1996, conforme um dossiê confidencial do Ministério da Marinha que veio a público em dezembro de 1996.
O jornal sorocabano Cruzeiro do Sul consultou a Marinha sobre o tema após o acidente nuclear de Fukushima I, no Japão, em 2014. Segundo o Centro de Comunicação Social da instituição, o CTMSP observa a legislação de segurança industrial e nuclear e proteção e preservação ambiental, conforme processos de licenciamento junto à CNEN e ao IBAMA. O "ocorrido no Japão não possui correlação estatística com a região de Sorocaba" e as edificações do Labgene são projetadas para resistir aos ventos de elevada intensidade observados na região e a abalos sísmicos de grau 4 na escala Richter.
Uma das instalações de Aramar, o Laboratório Radioecológico, é encarregado de controlar os efluentes liberados e monitorar as amostras ambientais nos arredores do complexo. Desde 2010 o Corpo de Fuzileiros Navais mantém em Iperó uma unidade especializada na segurança física das instalações e no controle de emergências, o 1.º Batalhão de Proteção e Defesa Nuclear, Biológica, Química e Radiológica
(1.º BtlProtDefNBQR). O Hospital Naval Marcílio Dias, no Rio de Janeiro, tem infraestrutura para atender a vítimas de acidentes nucleares.

## Questões de proliferação

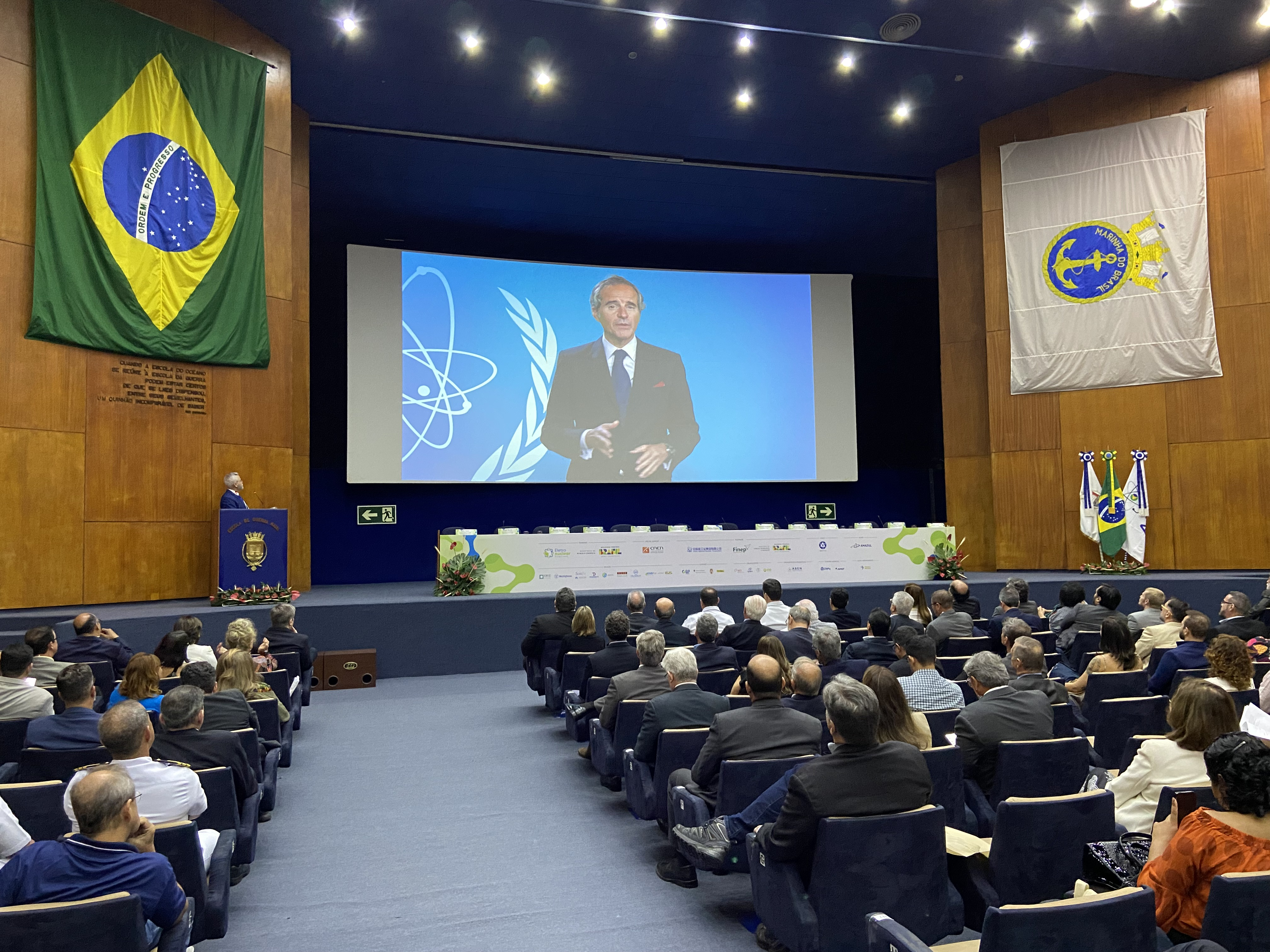
11.ª Conferência Nuclear Atlântica Internacional no auditório da Escola de Guerra Naval

A Estratégia Nacional de Defesa de 2008 estabelece que "o Brasil tem compromisso – decorrente da Constituição e da adesão a Tratados Internacionais – com o uso estritamente pacífico da energia nuclear. Entretanto, afirma a necessidade estratégica de desenvolver e dominar essa tecnologia", levando a cabo, "entre outras iniciativas que exigem independência tecnológica em matéria de energia nuclear, o projeto do submarino de propulsão nuclear".
Como o Brasil não tem armas nucleares, o programa levanta perguntas sobre o nível de enriquecimento de urânio e o regime de salvaguardas. A política oficial não dirime as dúvidas de parte dos observadores estrangeiros sobre as implicações do PNM à proliferação nuclear. Para alguns críticos, o submarino nuclear ou o enriquecimento de urânio para o programa civil podem acobertar o desvio de materiais nucleares para a produção de armamentos. Para outros, o comportamento do Brasil nas instituições internacionais de não-proliferação estabelece maus precedentes.

### Viabilidade técnica
A tecnologia de enriquecimento de urânio é mundialmente guardada como segredo de Estado, pois as mesmas centrífugas usadas para alimentar as usinas podem, com pequenas modificações, preparar o material para armas nucleares. Por mais ineficiente que seja o processo, ele pode ser repetido até chegar a um material com teor de enriquecimento utilizável em explosivos. Isto se aplica às centrífugas de qualquer país. No final dos anos 1980 o físico José Goldemberg já atestava que Aramar, após a instalação de mais centrífugas e ampliação da cascata, teria potencial técnico para enriquecer urânio até o weapons grade (utilizável em explosivos); Luiz Pinguelli Rosa teve a mesma conclusão em 1990. Estimava-se em 2004 que as centrífugas da Marinha em Resende teriam capacidade de produzir U-235 para cinco ou seis ogivas de implosão por ano. Até 2014, esse potencial cresceria a 53 a 63 ogivas. O Brasil é um Estado com latência nuclear, isto é, com capacidade técnica para desenvolver armas nucleares, sem ter levado adiante a possibilidade.
O teor de enriquecimento do urânio a ser usado no submarino é importante. O material físsil com menos de 20% de U-235 é denominado urânio pouco enriquecido (LEU, em inglês). Enriquecer dos 20% aos 90%, que é o teor mínimo utilizado nos arsenais nucleares, é muito mais fácil do que enriquecer o urânio natural a 20%. Portanto, o material nessa faixa é denominado urânio altamente enriquecido (HEU) e sujeito a vigilância internacional muito maior. As usinas nucleares civis normalmente usam LEU a 3 a 5%; em Resende, a INB enriquece até 3,5%.
Para a propulsão nuclear, cada país usa um teor competível às suas necessidades e capacidade tecnológica. Nos anos 2010 as marinhas dos EUA, Reino Unido, Rússia e Índia usavam HEU, enquanto a França e China recorriam ao LEU. Quanto maior o teor, maior o tempo de recarga dos reatores. Nos submarinos americanos, com mais de 90% de enriquecimento, a carga dura por mais de trinta anos, isto é, toda a vida útil da embarcação. Os submarinos franceses da classe Barracuda, abastecidos a um teor de 4% a 8%, foram projetados para recargas a cada dez anos. A escolha do LEU ajuda a aplacar temores de proliferação nuclear.
No submarino nuclear brasileiro, o teor de enriquecimento não será informação confidencial. Odair Gonçalves, presidente da CNEN, afirmou em 2005 que o submarino usaria um teor de 18-19%. Em informações de 2015, o Labgene usaria urânio a 4,3%. Duas configurações alternativas de reator estavam em consideração, uma com 8-10% e outra com 15-20%. São todos teores na faixa do LEU, mas o Brasil não abre mão da possibilidade de operar com HEU no futuro. Como isto provavelmente exigiria um novo reator, a questão fica para um futuro mais distante.

### Política de armamento nuclear
Nos primeiros anos do PNM, havia setores militares favoráveis à produção de armas nucleares no Brasil. Os projetos de bomba que chegaram a ser traçados vieram da Força Aérea e não da Marinha, e a combinação natural do armamento e propulsão nucleares, o submarino de mísseis balísticos, não foi cogitada pela Marinha, conforme o almirante Mauro César. Segundo o almirante Flores, a Marinha era contrária aos projetos de bomba atômica da Aeronáutica, mas não se opunha à latência nuclear, que era mais consensual nos meios militar e diplomático, ao contrário da produção direta de armas nucleares. Julgava-se que a latência seria uma dissuasão suficiente contra eventuais oponentes como a Argentina.
A Constituição de 1988 limita a tecnologia nuclear a fins pacíficos. Os militares entendem que um submarino de propulsão nuclear e armamento convencional, ao dissuadir um possível inimigo de começar uma guerra, pode ser entendido como fim pacífico, e que há uma jurisprudência internacional neste sentido. Quando a Constituição foi promulgada, restavam suspeitas sobre as intenções do PNM. Em 1989 "reina a preocupação de que atrás do submarino venha a bomba nuclear", conforme Luiz Pinguelli Rosa. No ano seguinte, um editorial da Folha de S. Paulo referiu-se às "incógnitas e especulações" sobre a capacidade de Aramar para enriquecer urânio ao teor necessário para uma bomba. O almirante Maximiano da Fonseca deu entrevista em 1990 afirmando que "o Brasil já pode fabricar a bomba atômica", mas "isso não interessa ao país".
Mesmo depois da ratificação brasileira do TNP, em 1998, as suspeitas internacionais não desapareceram; em 2004 o presidente da CNEN, Odair Gonçalves, negou "especulações infundadas" sobre a capacidade da fábrica de Resende de produzir urânio weapons grade. O contínuo envolvimento militar no programa nuclear é também citado como fonte de suspeitas. Hans Rühle, ex-oficial do Ministério da Defesa alemão, argumentou em 2010 que as pretensões brasileiras de grandeza e as relações Brasil-Irã sugeriam um programa de armas nucleares por trás do programa do submarino nuclear.  Desde 1998 alguns políticos brasileiros criticam o abandono da opção nuclear, mas existe um consenso de manter essa posição.

### Mecanismos de controle

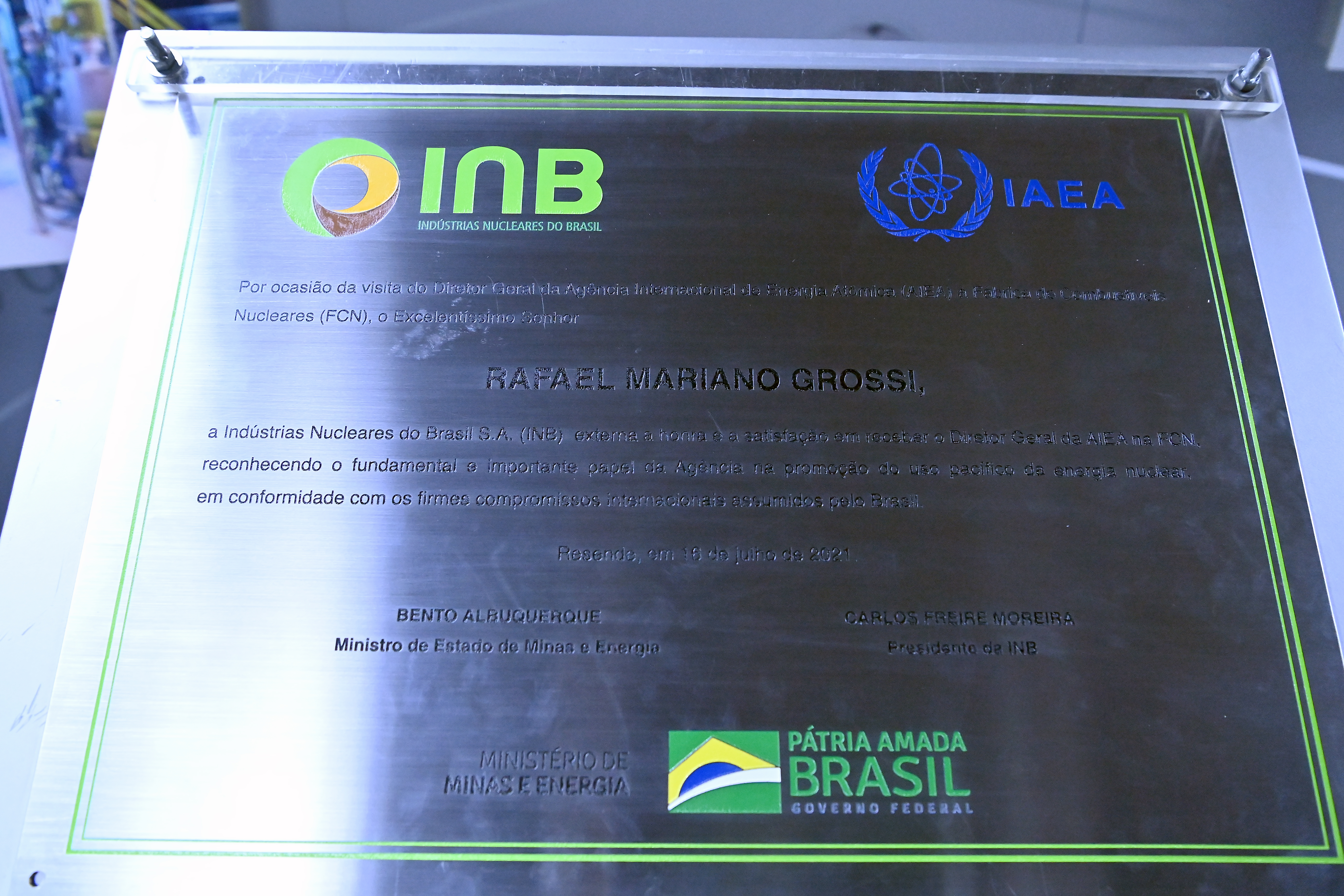
Placa comemorativa da visita oficial do diretor da AIEA às Indústrias Nucleares do Brasil

O Brasil é cioso de sua respeitabilidade na comunidade nuclear internacional. Seu programa nuclear está sujeito a salvaguardas da AIEA, inspeções da ABACC e a vigilância de uma imprensa livre. Como relatado na imprensa em 2003, os inspetores da AIEA "têm câmeras instaladas em Iperó e Resende e têm acesso a registros da movimentação de cada grama de urânio extraído no país, da mina até os reatores de Angra dos Reis". Segundo o almirante Othon, o Brasil já declarou todas as suas instalações nucleares, inclusive as militares, e é um dos poucos países a permitir visitas da AIEA às militares. Mas falta ainda certificar o combustível e negociar um novo sistema de salvaguardas para as reservas a ser usadas no futuro submarino nuclear.
O governo brasileiro resiste a algumas demandas dos inspetores, motivando intrigas e suspeitas internacionais. Representantes brasileiros acreditam que o país já fez concessões suficientes. Historicamente o país tem longo envolvimento, mas também críticas, com as instituições e tratados de não proliferação. O país assinou o TNP e rejeitou, mesmo sob pressão americana para assinar, seu Protocolo Adicional, que aumentaria o acesso dos inspetores às suas instalações nucleares. A posição oficial é que não haverá adesão sem uma contrapartida no desarmamento das potências nucleares, continuando as acusações de longa data de que o TNP é injusto e nega a tecnologia aos países subdesenvolvidos. Segundo Luiz Felipe Lampreia, ministro das Relações Exteriores do governo Fernando Henrique Cardoso, a posição da Marinha foi o que evitou a ratificação brasileira do Protocolo Adicional.
Inspetores da AIEA em Aramar aceitaram que a Marinha cobrisse as centrífugas com painéis. Quando visitaram as mesmas centrífugas na fábrica da INB em Resende, havia a mesma medida de ocultação. Não seria impossível conectar as centrífugas a um depósito clandestino, mas os inspetores não precisam de acesso às máquinas para medir o material que entra e sai do sistema e calcular a diferença. Toda usina de enriquecimento tem uma diferença, e a questão é o quanto é considerado aceitável: a escala de produção em Resende é muito maior do que em Aramar. O governo brasileiro alegou que a ocultação é necessária para proteger segredos industriais. A AIEA acabou aceitando a cobertura parcial das máquinas, mas restaram suspeitas no exterior sobre os motivos do sigilo; para alguns, o Brasil queria ocultar uma origem estrangeira da tecnologia.
O pedido formal para negociar salvaguardas ao combustível do submarino foi feito em junho de 2022 e pode esbarrar em objeções das grandes potências. Quanto à certificação do combustível, o Brasil já buscou ajuda, sem sucesso, com os EUA e a Rússia. Rafael Grossi, diretor da AIEA, declarou à imprensa brasileira em 2024 que as negociações poderiam ser concluídas em até cinco anos, mas o Brasil teria que abandonar sua oposição histórica às inspeções detalhadas. "Ter um submarino nuclear é legítimo. Se o país quer um, tem de fazer um acordo com a AIEA, que será muito estrita no regime das inspeções. Eu preciso dar garantias para a comunidade internacional". No lado positivo, projetou que o Brasil enfrentaria menos resistência do que o submarino nuclear australiano, ao qual a China já manifestou reservas.
Segundo o almirante André Luís Ferreira Marques, diretor do CTMSP em 2016, o Brasil será o primeiro país do mundo a submeter uma instalação nuclear móvel às salvaguardas internacionais. O fato do submarino passar meses ao mar, longe dos inspetores, é por si considerado um risco. Normalmente os inspetores da AIEA verificariam o combustível antes dele ser carregado no reator, e em seguida este seria selado. A AIEA seria notificada com antecedência da chegada dos submarinos ao porto para verificar a integridade dos selos. Do ponto de vista brasileiro, o desafio é dirimir suspeitas sem revelar segredos. O temor do governo é que o Protocolo Adicional permitiria inspeções súbitas, perturbando a rotina das instalações militares e facilitando vazamentos de informações sensíveis. O acesso da AIEA à cadeia de produção revelaria os segredos do projeto das centrífugas brasileiras e até mesmo perturbaria empresas privadas sem relação com o programa nuclear, a pretexto de que elas são fornecedoras.
O Brasil foi o primeiro membro do TNP a invocar o artigo 14 do INFCIRC/153, que permite a retirada de material nuclear das salvaguardas para uso numa atividade militar permitida pelo tratado, como a propulsão nuclear. Se a duração mínima da exceção fosse o intervalo de reabastecimento (três anos e meio ou mais), o Brasil poderia converter HEU antes que a AIEA suspeitasse. A informação na revista Nonproliferation Review, publicada em 2015, era que o Brasil só invocaria a exceção enquanto o combustível estivesse a bordo dos navios, e provavelmente daria aos inspetores acesso direto ou remoto ao reator durante o abastecimento. Autoridades brasileiras mostravam-se otimistas em permitir inspeções sem vazar segredos militares, e o problema seria mais técnico do que político. Havia, entretanto, receios quanto ao precedente que seria aberto e a perda de credibilidade do sistema se fossem concedidas exceções especiais ao Brasil. Segundo Rafael Grossi, um protocolo separado para o Brasil é teoricamente possível, mas "na realidade, é quase um debate acadêmico".

### Citações
1. ↑  Corrêa (2016), p. 444.
2. 1 2 3  Corrêa (2016), p. 182.
3. ↑  David (2024), p. 181.
4. 1 2 3  Cruzeiro do Sul (2012).
5. ↑  Kassenova (2014), p. p. 28.
6. 1 2  Patti (2021), p. 18.
7. 1 2  Silva & Moura (2016), p. 622.
8. 1 2 3 4  Feldman (2006), Overview.
9. ↑  Silva & Moura (2016), p. 617, 620.
10. ↑  Sá (2015), p. 5.
11. 1 2  Leite, Assis & Corrêa (2016), p. 261.
12. 1 2  Feldman (2006), First Steps.
13. 1 2 3 4  Sá (2015), p. 11.
14. 1 2 3 4  Silva & Moura (2016), p. 618.
15. ↑  Silva & Moura (2016), p. 621.
16. 1 2  Martins (2011), p. 278.
17. ↑  Sá (2015), p. 6-8.
18. ↑  Patti (2021), p. 163.
19. 1 2  Andrade et al. (2018), p. 34.
20. ↑  Patti (2021), p. 98-99.
21. 1 2 3  Sá (2015), p. 7.
22. ↑  Silva & Moura (2016), p. 621-622.
23. ↑  Sá (2015), p. 4.
24. ↑  Kassenova (2014), p. 36.
25. 1 2  Kassenova (2014), Sumário.
26. 1 2  Goldstein (2018), p. 17.
27. ↑  Patti (2021), p. 18-24.
28. ↑  Patti (2021), p. 22.
29. 1 2  Galante & Martini (2017–2018), Parte 4.
30. ↑  Moura (2012a), p. 123.
31. ↑  Martins (2011), p. 302.
32. ↑  Silva & Moura (2016), p. 619-620.
33. ↑  Martins (2011), p. 298-299.
34. ↑  Silva & Moura (2016), p. 622-623.
35. 1 2 3 4 5  Sá (2015), p. 14.
36. 1 2  Martins (2011), p. 277.
37. 1 2  Martins (2011), p. 281.
38. ↑  Corrêa (2009), p. 46, 55.
39. ↑  Martins (2011), p. 280.
40. ↑  Martins (2011), p. 279.
41. ↑  Galante (2008).
42. 1 2  Padilha (2016).
43. 1 2 3 4  Martins (2011), p. 282.
44. ↑  Corrêa (2009), p. 62.
45. 1 2 3  Sá (2015), p. 13.
46. ↑  Ordoñez (2014).
47. ↑  Corrêa (2009), p. 68.
48. ↑  Corrêa (2009), p. 75.
49. ↑  David (2024), p. 69.
50. ↑  Leite, Assis & Corrêa (2016), p. 265.
51. ↑  Sá (2015), p. 7-8.
52. ↑  Corrêa (2009), p. 65.
53. 1 2 3  Leite, Assis & Corrêa (2016), p. 266.
54. 1 2 3  Feldman (2006), The Parallel Programme.
55. ↑  Martins (2011), p. 283.
56. ↑  Martins (2011), p. 283-284.
57. ↑  Durovni (2008), p. 27.
58. 1 2 3 4 5 6 7  Martins (2011), p. 284.
59. ↑  Patti (2021), p. 121-122.
60. ↑  David (2024), p. 153-154.
61. 1 2  Kassenova (2014), p. 23-24.
62. ↑  Sá (2015), p. 8.
63. ↑  David (2024), p. 180-181.
64. ↑  Patti (2021), p. 122-123.
65. ↑  David (2024), p. 244-245.
66. ↑  Leite, Assis & Corrêa (2016), p. 264.
67. ↑  Silva & Moura (2016), p. 623-624.
68. 1 2  Patti (2021), p. 122.
69. ↑  Guizzo (2006), p. 6.
70. 1 2  Martins (2011), p. 284-286.
71. 1 2  Kassenova (2014), p. 23.
72. ↑  Corrêa (2009), p. 97, 99.
73. ↑  Corrêa (2009), p. 81.
74. 1 2 3 4  Paim (2019).
75. ↑  Corrêa (2009), p. 124.
76. 1 2 3  Martins (2011), p. 287.
77. 1 2  Corrêa (2009), p. 135-136.
78. ↑  Corrêa (2009), p. 169.
79. ↑  Martins (2011), p. 293.
80. ↑  Patti (2014), Entrevista de Leonam dos Santos Guimarães.
81. ↑  Silva & Moura (2016), p. 623.
82. ↑  Corrêa (2016), p. 207.
83. ↑  Vettorazzi (2017), p. 42-43.
84. 1 2 3 4 5  Rühle (2010), p. 5.
85. ↑  Corrêa (2016), p. 207, 444.
86. ↑  Val (2014), p. 192.
87. ↑  Corrêa (2016), p. 220-221.
88. ↑  CNN (2023).
89. 1 2 3  Durovni (2008), p. 15.
90. 1 2 3  Martins (2011), p. 305.
91. 1 2 3  Amazul (2018).
92. 1 2  Martins (2014), p. 138-139.
93. 1 2  Martins (2011), p. 308.
94. ↑  Corrêa (2009), p. 80.
95. 1 2 3 4 5  Patti (2021), p. 119.
96. 1 2  Martins (2011), p. 285.
97. 1 2  Corrêa (2009), p. 153.
98. 1 2  Folha de S. Paulo (2015).
99. 1 2 3  Schaffner (2017).
100. ↑  Corrêa (2009), p. 99-101.
101. ↑  Corrêa (2009), p. 117.
102. ↑  Patti (2021), p. 113.
103. 1 2 3 4  Feldman (2006), Displacement and Legitimization.
104. 1 2  Sá (2015), p. 9.
105. 1 2  Contreiras (1999).
106. 1 2  Chaves (2014), p. 104.
107. 1 2  Corrêa (2009), p. 122-123.
108. 1 2  Chaves (2014), p. 105.
109. ↑  SBPC (1986), p. 1759.
110. 1 2  Patti (2021), p. 141.
111. 1 2 3  Chaves (2014), p. 106.
112. 1 2 3  Chaves (2014), p. 107.
113. ↑  Kamioji (2021), p. 459.
114. 1 2 3  Martins (2011), p. 289.
115. ↑  Kamioji (2021), p. 484.
116. ↑  Corrêa (2009), p. 185.
117. 1 2  Corrêa (2009), p. 205.
118. ↑  Sá (2015), p. 12.
119. ↑  Silva (2019), p. 37.
120. ↑  Val (2014), p. 104.
121. 1 2  Patti (2021), p. 173.
122. ↑  Patti (2021), p. 206.
123. 1 2 3 4  Silva & Moura (2016), p. 617.
124. 1 2  Rühle (2010), p. 4-5.
125. ↑  Vettorazzi (2017), p. 34.
126. 1 2  Leite, Assis & Corrêa (2016), p. 267.
127. 1 2  Martins (2011), p. 294.
128. 1 2  Leite, Assis & Corrêa (2016), p. 259.
129. 1 2  Fazzio et al. (2004).
130. 1 2 3  Durovni (2008), p. 26-28.
131. ↑  Leite, Assis & Corrêa (2016), p. 260.
132. ↑  Martins (2011), p. 278-279.
133. ↑  Barros (2024), p. 118-119.
134. ↑  MB (2022).
135. ↑  Durovni (2008), p. 26.
136. 1 2  Esteves (2007), p. 6.
137. 1 2  Silva (2019), p. 79.
138. 1 2 3  Guizzo (2006), p. 5.
139. ↑  Corrêa (2009), p. 82.
140. ↑  Patti (2021), p. 125.
141. ↑  Patti (2021), p. 120.
142. ↑  Martins (2011), p. 285-287.
143. ↑  Kamioji (2021), p. 483.
144. 1 2 3 4  Kassenova (2014), p. 29.
145. ↑  Durovni (2008), p. 28.
146. 1 2 3  Corrêa (2009), p. 206.
147. 1 2  Feldman (2006), Enrichment.
148. ↑  Kamioji (2021), p. 548.
149. 1 2  Patti (2021), p. 128-129.
150. ↑  Kamioji (2021), p. 384, 460.
151. ↑  Barros (2024), p. 120-121.
152. ↑  Vettorazzi (2017), p. 44-45.
153. ↑  Silva (2019), p. 36-37.
154. 1 2 3  Galante & Martini (2017–2018), Última parte.
155. 1 2  Wiltgen (2018).
156. ↑  Vettorazzi (2017), p. 44.
157. ↑  Vettorazzi (2017), p. 47.
158. ↑  Martins (2011), p. 305-306.
159. ↑  Martins (2011), p. 292.
160. ↑  Kassenova (2014), p. 28.
161. 1 2  Corrêa (2009), p. 217.
162. 1 2 3  Izique (2007).
163. 1 2  Araújo (2017).
164. ↑  Maltchik (2022).
165. ↑  Esteves (2025).
166. ↑  Agência Gov (2024).
167. 1 2  Galante & Martini (2017–2018), Parte 5.
168. ↑  Val (2014), p. 104-105.
169. ↑  Galante (2025).
170. ↑  Kassenova (2014), p. 37.
171. 1 2  Patti (2021), p. 189.
172. ↑  Vettorazzi (2017), p. 38, 60.
173. 1 2 3 4 5 6 7  Silva & Moura (2016), p. 624.
174. ↑  David (2024), p. 141.
175. ↑  Martins (2014), p. 141.
176. ↑  Kassenova (2014), p. 3.
177. ↑  Martins (2011), p. 286.
178. 1 2  Corrêa (2009), p. 203-204.
179. ↑  David (2024), p. 93.
180. ↑  Kassenova (2014), p. 47.
181. ↑  Barros (2024), p. 118.
182. 1 2 3  Patti (2021), p. 205.
183. ↑  Bocchini (2025).
184. ↑  Silva & Moura (2016), p. 629.
185. 1 2  Martins (2011), p. 297.
186. ↑  Corrêa (2009), p. 73.
187. ↑  Corrêa (2009), p. 83, 94.
188. 1 2  Martins (2011), p. 303.
189. ↑  Sá (2015), p. 17.
190. ↑  Corrêa (2009), p. 96-97.
191. 1 2  Corrêa (2019), p. 117-119.
192. 1 2  Patti (2021), p. 133.
193. ↑  Kassenova (2014), p. 24-25.
194. ↑  Martins (2011), p. 286, 303.
195. ↑  Corrêa (2009), p. 77, 120.
196. ↑  Corrêa (2009), p. 134-135.
197. 1 2 3 4  Martins (2011), p. 304.
198. ↑  Kamioji (2021), p. 454-455.
199. 1 2  Corrêa (2009), p. 137.
200. ↑  Chaves (2014), p. 138-139.
201. ↑  Corrêa (2009), p. 130.
202. ↑  Corrêa (2009), p. 136.
203. ↑  Corrêa (2009), p. 194.
204. 1 2  Kassenova (2014), p. 27.
205. 1 2 3 4  Martins (2014), p. 134.
206. ↑  Corrêa (2009), p. 142, 157.
207. ↑  Corrêa (2009), p. 143.
208. 1 2 3  Patti (2021), p. 159.
209. ↑  Sá (2015), p. 9-10.
210. ↑  Patti (2021), p. 159-160.
211. ↑  Corrêa (2009), p. 155.
212. ↑  Kamioji (2021), p. 457.
213. ↑  Patti (2021), p. 160.
214. ↑  Corrêa (2009), p. 187.
215. ↑  Corrêa (2009), p. 182, 195.
216. ↑  Kamioji (2021), p. 116.
217. ↑  Corrêa (2009), p. 202.
218. ↑  Kassenova (2014), p. 27-28.
219. ↑  Corrêa (2009), p. 200.
220. ↑  Corrêa (2009), p. 207.
221. ↑  Corrêa (2009), p. 212.
222. ↑  Corrêa (2009), p. 212-213.
223. ↑  Silva & Moura (2016), p. 625-626.
224. 1 2  Martins (2011), p. 307.
225. ↑  Corrêa (2009), p. 218.
226. ↑  Corrêa (2016), p. 183.
227. ↑  Corrêa (2016), p. 171.
228. 1 2  Silva & Moura (2016), p. 626-627.
229. ↑  Kassenova (2014), p. 35.
230. ↑  Corrêa (2016), p. 443.
231. ↑  Galante (2015).
232. 1 2  Goldstein (2018), p. 2, 14-16.
233. ↑  Rocha (2015).
234. ↑  Gielow (2022a).
235. ↑  Assad (2024).
236. ↑  MB (2025), p. 159-161.
237. ↑  David (2024), p. 240-241.
238. ↑  David (2024), p. 103-104, 119-120, 123.
239. ↑  David (2024), p. 133-136.
240. ↑  David (2024), p. 137.
241. ↑  Martins (2011), p. 297, 308.
242. 1 2 3  Martins (2011), p. 291.
243. 1 2 3  Martins (2011), p. 288.
244. ↑  Corrêa (2009), p. 165.
245. ↑  Corrêa (2009), p. 167.
246. ↑  Corrêa (2009), p. 170.
247. 1 2  Martins (2011), p. 290.
248. ↑  Corrêa (2009), p. 181.
249. ↑  Martins (2011), p. 292-293.
250. ↑  Chaves (2014), p. 83-84, 113.
251. ↑  Chaves (2014), p. 105, 107-108.
252. 1 2  Chaves (2014), p. 109.
253. ↑  Chaves (2014), p. 110-111.
254. ↑  Chaves (2014), p. 114, 138.
255. ↑  Chaves (2014), p. 110.
256. ↑  Malheiros (1996).
257. ↑  Cruzeiro do Sul (2011).
258. ↑  Maciel (2017).
259. 1 2  Padilha (2015).
260. ↑  Brasil, Portaria nº 108/MB/MD, de 3 de abril de 2025.
261. ↑  CTMSP, Aramar (s/d).
262. 1 2  Silva & Moura (2016), p. 625.
263. ↑  Sá (2015), p. 3.
264. ↑  Guizzo (2006), p. 7.
265. ↑  Kassenova (2014), p. 29-30.
266. 1 2  Guizzo (2006), p. 1.
267. ↑  Chaves (2014), p. 74.
268. ↑  Kamioji (2021), p. 468.
269. 1 2 3  Palmer & Milhollin (2004).
270. ↑  Patti (2021), p. 5-6, 174.
271. 1 2  Moura (2012b), p. 4.
272. ↑  Moura (2012b), p. 5-6.
273. ↑  Moura (2012b), p. 12.
274. 1 2 3 4  Sá (2015), p. 18.
275. ↑  Moura (2012a), p. 80-81.
276. ↑  David (2024), p. 154.
277. ↑  David (2024), p. 150.
278. ↑  David (2024), p. 130, 138-141.
279. ↑  Kamioji (2021), p. 455.
280. ↑  Kamioji (2021), p. 466.
281. ↑  Kamioji (2021), p. 458.
282. ↑  Guizzo (2006), p. 3.
283. ↑  Rühle (2010).
284. ↑  Patti (2021), p. 208.
285. 1 2  Sá (2015), p. 20.
286. ↑  Leite, Assis & Corrêa (2016), p. 255-256.
287. 1 2 3 4  Gielow (2024).
288. ↑  Sá (2015), p. 19.
289. ↑  Patti (2021), p. 209.
290. ↑  Martins (2011), p. 306.
291. ↑  Silva & Moura (2016), p. 626.
292. ↑  Patti (2021), p. 195.
293. ↑  Gielow (2022b).
294. ↑  Kassenova (2014), p. 38-39.
295. ↑  Sá (2015), p. 18-19.

#### Livros e obras acadêmicas
- Andrade, Israel de Oliveira;  et al. (2018). «Submarino nuclear brasileiro: defesa nacional e externalidades tecnológicas» (PDF). Instituto de Pesquisa Econômica Aplicada. Texto para Discussão (2428)
- Barros, Fabíola de Jesus (2023). Parceria estratégica entre Marinha do Brasil e Instituto de Pesquisa Energética e Nucleares (1979-1992) : contribuições para o desenvolvimento do Programa Nuclear da Marinha (PDF) (Dissertação). Programa de Pós-Graduação em Estudos Estratégicos da Defesa e da Segurança da Universidade Federal Fluminense
- Chaves, Rodrigo Morais (2014). O Programa Nuclear e a construção da democracia: análise da oposição ao Programa Nuclear Brasileiro (1975-1990) (Dissertação). Programa de Pós-Graduação em História, Política e Bens Culturais do Centro de Pesquisa e Documentação de História Contemporânea do Brasil
- Corrêa, Fernanda das Graças (2009). O projeto do submarino de propulsão nuclear na visão de seus protagonistas: uma análise histórica de Geisel a Lula 1974 - 2009 (PDF) (Dissertação). Programa de Pós-Graduação em História Comparada da Universidade Federal do Rio de Janeiro
- Corrêa, Fernanda das Graças (2016). Políticas & aquisições de defesa: uma análise histórica da parceria estratégica França-Brasil nos séculos XX e XXI (PDF) (Tese). Programa de Pós-Graduação em Ciência Política da Universidade Federal Fluminense
- David, Eduardo Giacomin de (2024). Os átomos e os quartéis: a temática nuclear no pensamento militar brasileiro (1985-2000) (PDF) (Dissertação). Programa de Pós-Graduação em Ciência Política da Universidade Federal do Rio Grande do Sul. Cópia arquivada (PDF) em 17 de março de 2025
- Durovni, Moisés (2008). Cadeia de valor estabelecida pelo Programa Nuclear da Marinha: fator de desenvolvimento econômico (PDF) (Monografia). Escola de Guerra Naval
- Esteves, Roberto G. (outubro de 2007). «Implantação da unidade de enriquecimento de urânio na INB» (PDF). Revista da Associação Brasileira de Engenharia e Ciências Mecânicas. 12 (1)
- Goldstein, Donna M. (2018). «Already innocent: radioactive bribes, white-collar corruption and nuclear expertise in Brazil». Culture, Theory, and Critique. 59 (4). doi:10.1080/14735784.2018.1514642
- Izique, Claudia (setembro de 2007). «O submarino que dá luz». Pesquisa Fapesp (139)
- Kamioji, Marly Iyo (2021). Energia nuclear, segurança e medo: o discurso do Jornal Folha de São Paulo na história das usinas nucleares (1979-2013) (PDF) (Tese). Faculdade de Filosofia, Letras e Ciências Humanas da Universidade de São Paulo
- Kassenova, Togzhan (2014). Brazil's nuclear kaleidoscope: an evolving identity (PDF). [S.l.]: Carnegie Endowment for International Peace
- Leite, Alixandro Werneck; Assis, Jonathan de Araujo de; Corrêa, Fernanda das Graças (2016). «Propulsão nuclear» (PDF). Mapeamento da base industrial de defesa. Brasília: ABDI/Ipea. ISBN 978-85-6132-341-7
- Martins Filho, João Roberto (julho–dezembro de 2011). «O projeto do submarino nuclear brasileiro». Instituto de Relações Internacionais da PUC-Rio. Contexto Internacional. 33 (2). Cópia arquivada em 18 de junho de 2023
- Martins Filho, João Roberto (junho de 2014). «Visões civis sobre o submarino nuclear brasileiro». Revista Brasileira de Ciências Sociais. 29 (85). doi:10.1590/S0102-69092014000200009
- Moura, José Augusto Abreu de (2012a). A estratégia naval brasileira no pós-Guerra Fria: uma análise comparativa com foco em submarinos (PDF) (Tese). Programa de Pós-Graduação em Ciência Política da Universidade Federal Fluminense. Arquivado do original (PDF) em 3 de fevereiro de 2025
- Moura, José Augusto Abreu de (2012b). «Os submarinos nucleares e o enriquecimento de urânio». Revista da Escola de Guerra Naval. 18 (1)
- Patti, Carlo (org.) (2014). O programa nuclear brasileiro: uma história oral. Rio de Janeiro: Editora FGV. ISBN 978-85-60213-12-2
- Patti, Carlo (2021). Brazil in the global nuclear order, 1945–2018. Baltimore: Johns Hopkins University Press. ISBN 9781421442884
- Relatório de Gestão do exercício de 2024 (PDF). Brasília: Comando da Marinha. 2025
- Sá, Andrea de (2015). «Brazil's nuclear submarine program: a historical perspective». Routledge. The Nonproliferation Review. 22 (1): 3-25. doi:10.1080/10736700.2015.1070044
- «Relatório da Comissão da SBPC: A situação atual do Programa Nuclear Brasileiro». Curitiba: Sociedade Brasileira para o Progresso da Ciência. SBPC Ciência e Cultura. 38 (10). Outubro de 1986. ISSN 0009-6725
- Silva, Antônio Ruy de Almeida; Moura, José Augusto Abreu de (2016). «The Brazilian Navy's nuclear-powered submarine program». Routledge. The Nonproliferation Review. 23 (5–6): 617-633. doi:10.1080/10736700.2017.1337625
- Silva, Marcio Ximenes Virgínio da (2019). O Protocolo Adicional ao Acordo de Salvaguardas com a Agência Internacional de Energia Atômica: os possíveis impactos na construção e operação do Laboratório de Geração de Energia Nucleoelétrica (PDF) (Tese). Escola de Guerra Naval
- Val, Sylvio dos Santos (2014). Para além do átomo: história institucional da ciência e da tecnologia da Marinha do Brasil (PDF) (Tese). Programa de Pós-Graduação em Ciência Política da Universidade Federal Fluminense. Cópia arquivada (PDF) em 11 de julho de 2024
- Vettorazzi, Jorge Luiz (2017). A importância do desenvolvimento do Laboratório de Geração Nucleoelétrica (LABGENE) para a construção do submarino de propulsão nuclear (PDF) (Monografia). Escola Superior de Guerra

#### Páginasweb
- Agência Gov (27 de março de 2024). «Conheça detalhes do Programa de Desenvolvimento de Submarinos da Marinha». Empresa Brasil de Comunicação. Consultado em 11 de março de 2025
- «Marinha lança pedra fundamental do RMB e inicia testes de turbogeradores do Labgene». Amazul. 12 de junho de 2018. Consultado em 11 de março de 2025
- Araújo, Carlos (23 de maio de 2017). «Construção do submarino nuclear em Aramar é afetada pela crise». Jornal Cruzeiro do Sul. Arquivado do original em 23 de maio de 2017
- Assad, Paulo (27 de agosto de 2024). «Cortes no orçamento podem afetar Programa Nuclear da Marinha e parceria com França, diz comandante». O Globo via Poder Naval. Consultado em 26 de julho de 2025
- Bocchini, Bruno (24 de fevereiro de 2025). «Reator nuclear brasileiro irá beneficiar áreas de saúde e agricultura». Agência Brasil. Consultado em 11 de março de 2025
- «Aramar está preparado para qualquer tipo de acidente nuclear que possa ocorrer? Está preparado para atender a população em torno?». Centro Tecnológico da Marinha em São Paulo. Consultado em 31 de março de 2025
- «Aramar começa cercado e sob protestos». Jornal Cruzeiro do Sul. 18 de novembro de 2012. Arquivado do original em 8 de abril de 2025
- «Marinha transfere diretoria de desenvolvimento nuclear do Rio para a USP». CNN Brasil. 19 de julho de 2023. Consultado em 28 de março de 2025
- Contreiras, Hélio (5 de maio de 1999). «Espionagem à brasileira». IstoÉ Brasil. Arquivado do original em 3 de março de 2016
- Esteves, Ana Livia (4 de abril de 2025). «Amazônia Azul é a próxima Groenlândia? Brasil quer submarino nuclear para dissuasão, diz analista». Sputnik Brasil. Consultado em 16 de julho de 2025
- Fazzio, Adalberto;  et al. (27 de abril de 2004). «A questão nuclear é econômica». Informe IOC. Consultado em 18 de março de 2025
- Feldman, Yana (2006). «Countries and issues of nuclear strategic concern: Brazil». Stockholm International Peace Research Institute. Arquivado do original em 3 de julho de 2010
- «Presidente da Eletronuclear controlou conta secreta de programa nos anos 80». Folha de S. Paulo. 29 de julho de 2015. Consultado em 10 de abril de 2025
- Galante, Alexandre (5 de novembro de 2008). «'Otto Hahn': o navio mercante nuclear que quase veio para a MB». Poder Naval. Consultado em 31 de julho de 2025
- Galante, Alexandre; Martini, Fernando "Nunão" de (2017–2018). «Os 100 anos da Força de Submarinos e o Prosub». Poder Naval. Consultado em 12 de fevereiro de 2025
- Galante, Alexandre (24 de março de 2025). «O Programa de Desenvolvimento de Submarinos (ProSub) e o Submarino Nuclear Brasileiro SN-BR». Poder Naval. Consultado em 31 de março de 2025
- Gielow, Igor (16 de março de 2022). «Recusa dos EUA fez Bolsonaro pedir ajuda a Putin para submarino nuclear». Folha de S. Paulo. Cópia arquivada em 16 de março de 2022
- Gielow, Igor (2 de julho de 2022). «Brasil enfrenta resistência a submarino nuclear em agência da ONU». Folha de S. Paulo via Poder Naval. Consultado em 16 de abril de 2025
- Gielow, Igor (17 de janeiro de 2024). «ONU condiciona aval a submarino nuclear do Brasil a inspeções rígidas». Folha de S. Paulo. Cópia arquivada em 17 de janeiro de 2024
- Guizzo, Erico (março de 2006). «How Brazil spun the atom». IEEE Spectrum. Arquivado do original em 25 de agosto de 2009
- «Aramar suporta até 4 graus na escala Richter». Jornal Cruzeiro do Sul. 14 de maio de 2011. Consultado em 11 de março de 2025
- Maciel, Caroline (16 de maio de 2017). «Fundo BTNBQR - Batalhão de Defesa Nuclear, Biológica, Química e Radiológica de Aramar». Acervo Arquivístico da Marinha do Brasil. Consultado em 11 de março de 2025
- Malheiros, Tânia (28 de dezembro de 1996). «Aramar teve acidentes radioativos». Jornal do Brasil
- Maltchik, Roberto (12 de março de 2022). «Construção de submarino nuclear da Marinha brasileira corre risco de naufragar». O Globo. Cópia arquivada em 25 de maio de 2022
- «Parceria entre Marinha e Indústrias Nucleares do Brasil alavanca a produção de combustível nuclear para o LABGENE». Marinha do Brasil via Poder Naval. 6 de janeiro de 2022. Consultado em 31 de março de 2025
- Ordoñez, Ramona (23 de março de 2014). «'País queria status de fazer a bomba', diz cientista que liderou programa nuclear». O Globo Política. Consultado em 6 de março de 2025
- Padilha, Luiz (19 de maio de 2015). «Entrevista com o AE Leal Ferreira – "Forças Distritais"». Defesa Aérea & Naval. Consultado em 16 de setembro de 2024
- Padilha, Luiz (18 de agosto de 2016). «Corrupção no setor nuclear expõe o Brasil à comunidade internacional». Defesa Aérea & Naval. Consultado em 6 de março de 2025
- Paim, Aidan S. (16 de maio de 2019). «Distintivo do Centro Tecnológico da Marinha em São Paulo». Acervo Arquivístico da Marinha do Brasil. Consultado em 26 de março de 2025
- Palmer, Liz; Milhollin, Gary (22 de outubro de 2004). «Brazil's nuclear puzzle». Wisconsin Project on Nuclear Arms Control. Arquivado do original em 6 de julho de 2010
- Rocha, Flávio Augusto de Viana (9 de agosto de 2015). «PROSUB: Resposta da Marinha do Brasil». Defesa Aérea & Naval. Consultado em 6 de março de 2025
- Rühle, Hans (maio de 2010). «Brazil and the bomb: vexing nuclear activities in South America» (PDF). IP Global via DefesaNet. Berlim: Deutsche Gesellschaft für Auswärtige Politik. Arquivado do original (PDF) em 1 de junho de 2010
- Schaffner, Fábio (30 de junho de 2017). «De pai do programa nuclear à prisão: quem é o vice-almirante que chefiou ações secretas e corrupção estatal». Zero Hora. Consultado em 16 de abril de 2025
- Wiltgen, Guilherme (30 de julho de 2018). «LABGENE: Conhecendo a planta nuclear do Submarino de propulsão Nuclear brasileiro». Defesa Aérea & Naval. Consultado em 11 de março de 2025